# Piazza dei Miracoli
La piazza del Duomo è il centro artistico e turistico più importante di Pisa. Annoverata fra i Patrimoni dell'Umanità dall'UNESCO dal 1987, vi si possono ammirare i quattro monumenti che formano il centro della vita religiosa cittadina, detti miracoli (così nominati da Gabriele D'Annunzio nell'espressione "Prato dei Miracoli", contenuta nel romanzo Forse che sì forse che no, del 1910) per la loro bellezza e originalità: la Cattedrale, il Battistero, il Campo Santo e il Campanile. Da ciò deriva il nome popolare di Piazza dei Miracoli, diffusosi poi nel dopoguerra e ancora dopo nell'era del turismo di massa.

## Topografia
A differenza di altre città, il Duomo non sorge nel mezzo del centro storico, ma in una zona decentrata, più precisamente l'angolo nord-ovest. Tale scelta deriva sia dall'espansione della vecchia città altomedioevale, molto più piccola e quindi come segno di potere, sia perché vicino all'arcivescovado e costruito sopra una precedente chiesa sempre intitolata a Santa Maria. Il mantenimento, insieme a quello del complesso monumentale, è affidato fin dai tempi della sua costruzione all'Opera della Primaziale Pisana. 
I monumenti della piazza secondo alcuni sono disposti secondo lo schema della Bilancia zodiacale di cui la Torre è il fulcro. La piazza è pedonalizzata ed è ricoperta da un grande prato. Assunse l'aspetto definitivo solo nel XIX secolo, soprattutto ad opera dell'architetto Alessandro Gherardesca, che demolì alcune costruzioni preesistenti, innalzò la nuova residenza capitolare (abbattuta nel 1863) e si interessò al restauro dei celebri monumenti.

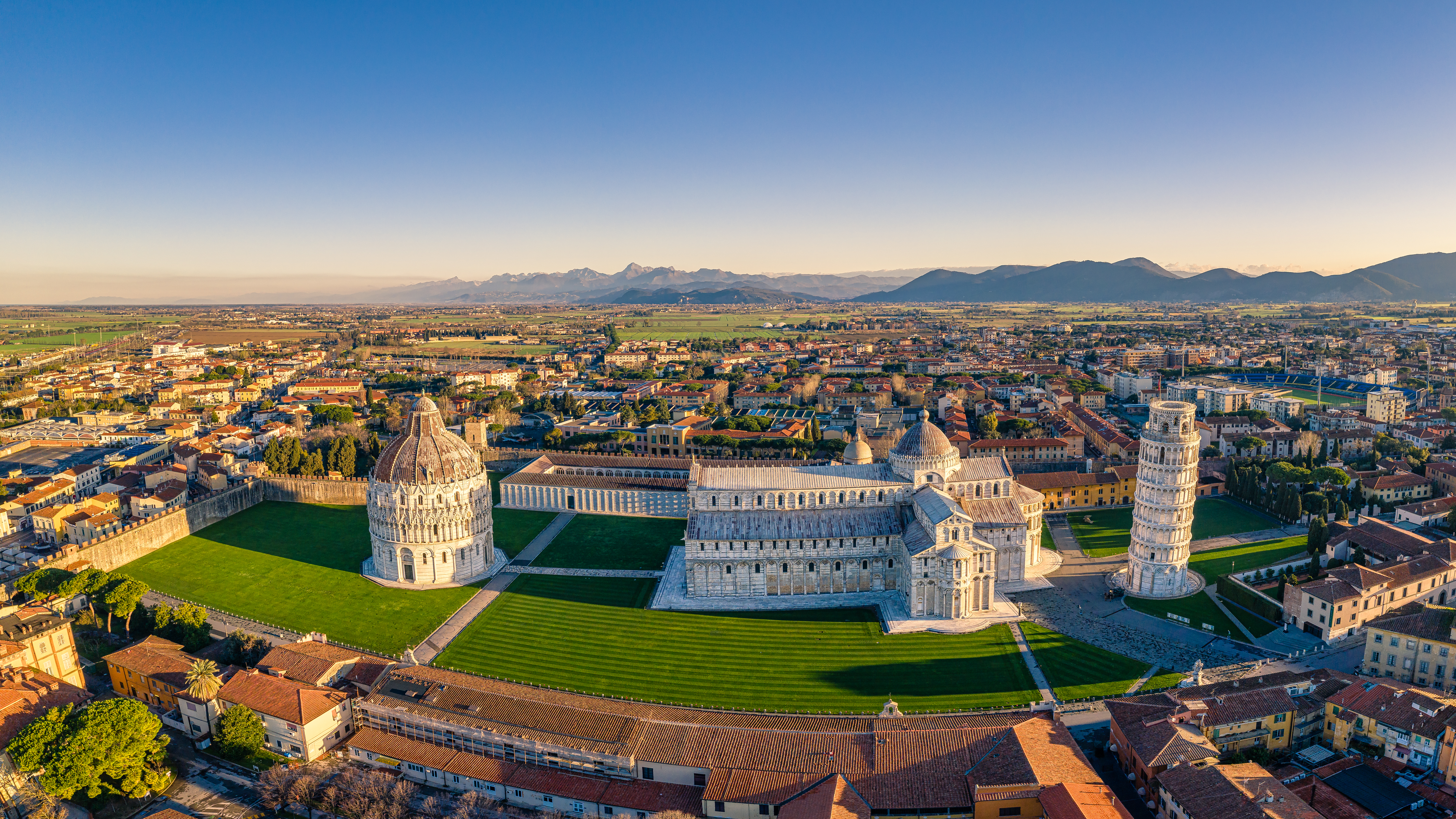
La piazza vista dall'alto

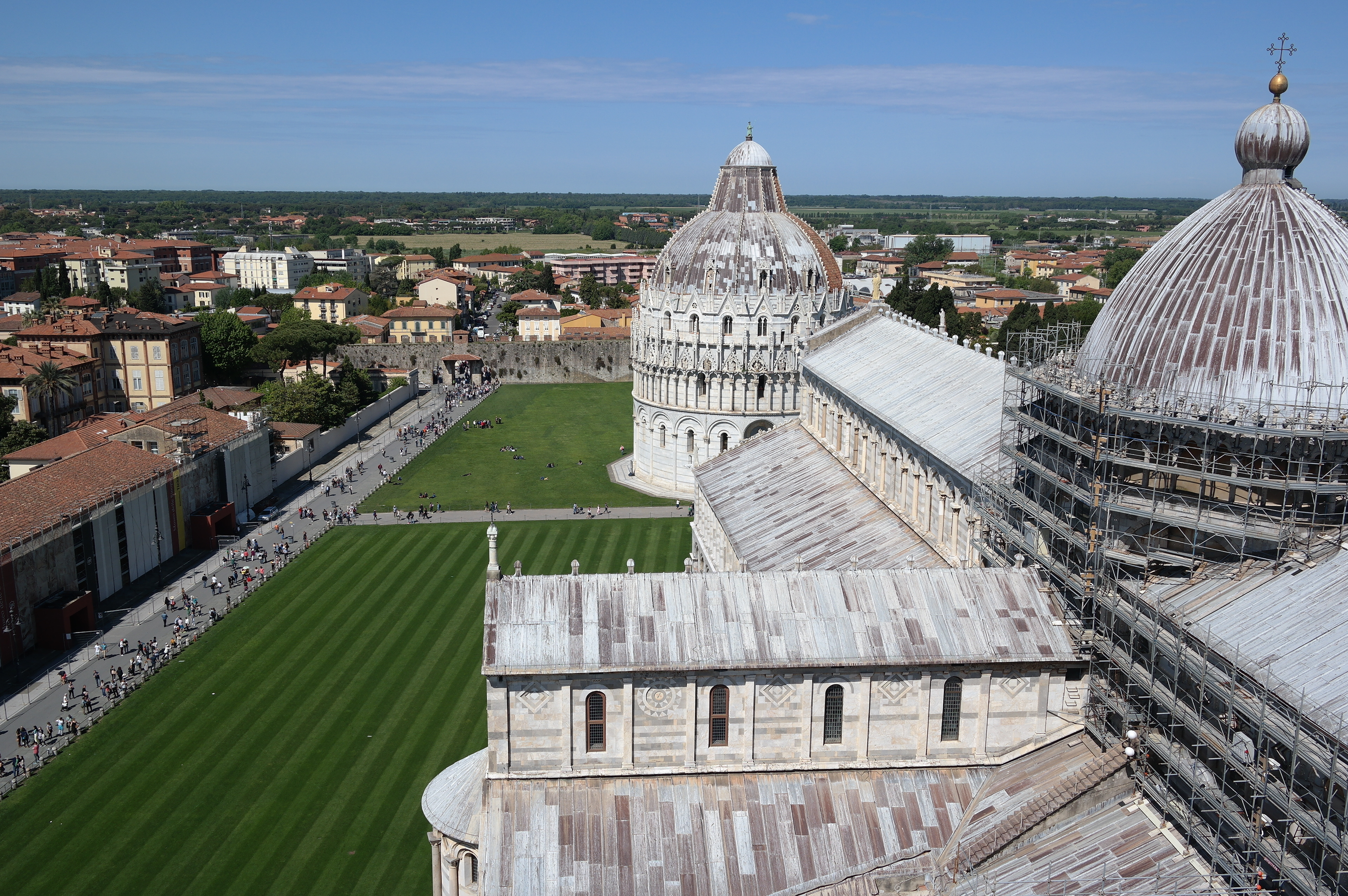
Veduta del Duomo e del Battistero dalla Torre Pendente

## Storia
Le edificazioni nella piazza non nascono nel medioevo. Sappiamo infatti che fu utilizzata già dal periodo etrusco e sicuramente in quello romano. Infatti l'Ozzeri scorreva a ridosso della parte nord, mentre ad est si trovava un porto fluviale. L'intera area era un declivio verso, appunto, l'area portuale. Di epoca romana sono state ritrovate le fondamenta e parti di mosaico pavimentale di due domus nell'area tra la Cattedrale e il Campo Santo. Successivamente la piazza si trasforma dall'uso civile a quello sacro, probabilmente con la caduta dell'Impero romano d'Occidente e la contrazione della civitas. È forse in questo periodo che il terreno viene approssimativamente appianato. Al periodo longobardo risalgono numerose sepolture su tutto il piazzale.
In epoca altomedioevale fu edificata una chiesa, intorno al X secolo, che si suppone fosse intitolata a Santa Maria. Tale chiesa era dotata di un battistero a sé stante. Recenti scavi archeologici hanno mostrato come tale chiesa effettivamente sia esistita, ma mai completata. Un edificio di forma ottagonale le cui fondamenta si conservano all'interno del chiostro del Campo Santo, che era ritenuto essere il battistero di questa prima cattedrale è stato invece fatto risalire al XIV secolo e quindi facente parte del Campo Santo stesso in una delle sue differenti fasi di costruzione.
La piazza per come la conosciamo inizia ad avere forma nel 1063 (1064 secondo il calendario in stile pisano vigente all'epoca) quando viene fondato il nuovo duomo della città intitolato a Santa Maria Maggiore. Tale opera fu finanziata grazie all'impresa militare pisana in Sicilia, ai danni dei musulmani, guidata da Giovanni Orlandi appartenente alla famiglia Orlandi. All'epoca la zona rimaneva al di fuori delle mura per le quali era previsto un ampliamento realizzato poi nel 1156 dal console Cocco Griffi. Tre anni prima delle mura inizia anche la costruzione del nuovo Battistero, stavolta posto di fronte alla chiesa e con un diametro pari alla larghezza della facciata del duomo. La porta d'accesso delle mura è la Porta del Leone, che si configura come uno dei principali punti d'accesso alla città.
Tale porta è aperta nell'angolo nord ovest della piazza in una piccola area maggiormente fortificata e protetta da tre torri: Santa Maria, del Leone e di Catallo. Nel 1173 si inizia la costruzione del campanile. Verso la fine di questo secolo si inizia anche la costruzione della residenza dei canonici a sud del campanile, chiudendo così la piazza sul lato est. La piazza viene poi delimitata a sud dall'edificio dello Spedale Nuovo di Santo Spirito (occupato adesso dal museo delle sinopie) nel 1257 e a nord, a ridosso delle mura, dal Campo Santo (1277).
La disposizione dei tre principali edifici, le loro relazioni spaziali, la particolare configurazione e volumetria del Battistero sono oggetto di studio interdisciplinare, fra architettura, geometria, teologia.
Spesso il termine "piazza dei miracoli" viene confuso con un altro: Campo dei Miracoli. Quest'ultimo è un campo immaginario, presente nel racconto Pinocchio, dove il burattino veniva invitato dal Gatto e la Volpe a piantare delle monete per ottenere un albero di zecchini d'oro. La similitudine tra "piazza dei miracoli" e "campo dei miracoli", unita al fatto che molte famose piazze italiane si chiamano appunto "campo", porta a questa confusione.
Gabriele D'Annunzio utilizzò questo termine nel romanzo Forse che sì forse che no: 
Il volto della piazza cambia profondamente durante il dominio mediceo della città: la Porta del Leone viene chiusa per sempre e l'area davanti a tale accesso viene concessa alla comunità ebraica per il loro cimitero; viene aperta una nuova porta chiamata, per l'appunto, Porta Nuova sul lato ovest della piazza lungo la strada davanti all'ospedale. Quest'ultimo viene totalmente modificato in stile fiorentino, perdendo ogni connotazione gotica originale.
Durante tutto il periodo mediceo e lorenese furono edificati diversi edifici negli spazi liberi: venne costruito un altro edificio dei canonici a nord del campanile e quello a sud venne ampliato con la chiesa di San Ranierino e la casa dei Battezieri; il campanile stesso fu circondato da un muretto di collegamento tra i due edifici vicini; a ovest del Battistero vi era la casa dell'ortolano e il recinto del suo orto; sempre ad ovest, adiacente alle mura, c'era la Dogana, essa pure con il suo piccolo orto; a nord, tra il Campo Santo e la porta del Leone vi era la casa del becchino. Altri piccoli edifici sorgevano poi nell'area a sud della Cattedrale.
Dopo l'intervento di Alessandro Gherardesca, che contribuì alla formazione della piazza per come si presenta oggi, alla fine del XIX secolo si decise un ripristino alle presunte condizioni originali: pian piano vennero abbattuti tutti gli edifici sorti durante il dominio mediceo-lorenese dando così respiro alla piazza. Le ultime modifiche che vi sono state apportate si hanno solo all'inizio del XX secolo durante l'epoca fascista con il monumento alla Lupa di Roma nel pratino a nord del campanile, i diciassette cipressi piantati lungo l'estremità est della piazza in memoria di altrettanti militanti fascisti deceduti e l'apertura di due portelli ai fianchi di Porta Nuova. La colonna che sorregge la lupa proveniva dalla vicina cisterna demolita nel secolo precedente.

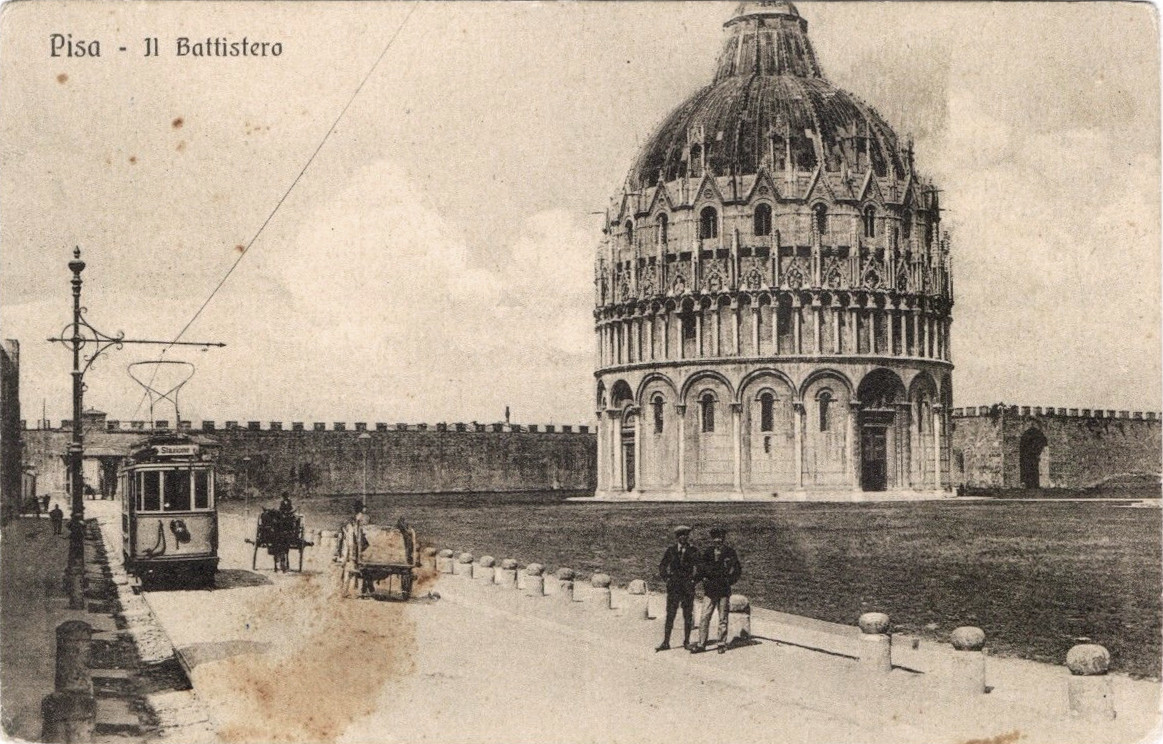
Il tram davanti al battistero

Fra il 1912 e il 1952 la piazza fu interessata dalla presenza dei binari e di una fermata dedicata della rete tranviaria di Pisa.
Nel 2007 fu affidato, in conclusione ad una gara internazionale svoltasi in due fasi, a David Chipperfield il più importante progetto dei 19 contenuti all'interno del PIUSS, riguardante l'area adiacente dell'ospedale Santa Chiara. La realizzazione era prevista entro il 2015 ma a causa dei ritardi del trasferimento di tutte le funzioni dell'ospedale presente verso quello di Cisanello al 2018 non è ancora iniziato alcun lavoro.

## Monumenti
La disposizione dei monumenti, sebbene edificati in diverse epoche, non è casuale: essi fanno parte di uno stesso progetto che includeva fin dall'inizio la chiesa, il battistero e il campanile secondo uno schema ben preciso. Quale esso fosse è ancora oggetto di studi: alcuni ci ritrovano costellazioni (la Bilancia), altri invece riferimenti alla latitudine e longitudine. Diversamente invece Campo Santo e Spedale di Santo Spirito che furono costruiti come "cornice" alla piazza per assolvere ad alcuni obblighi.

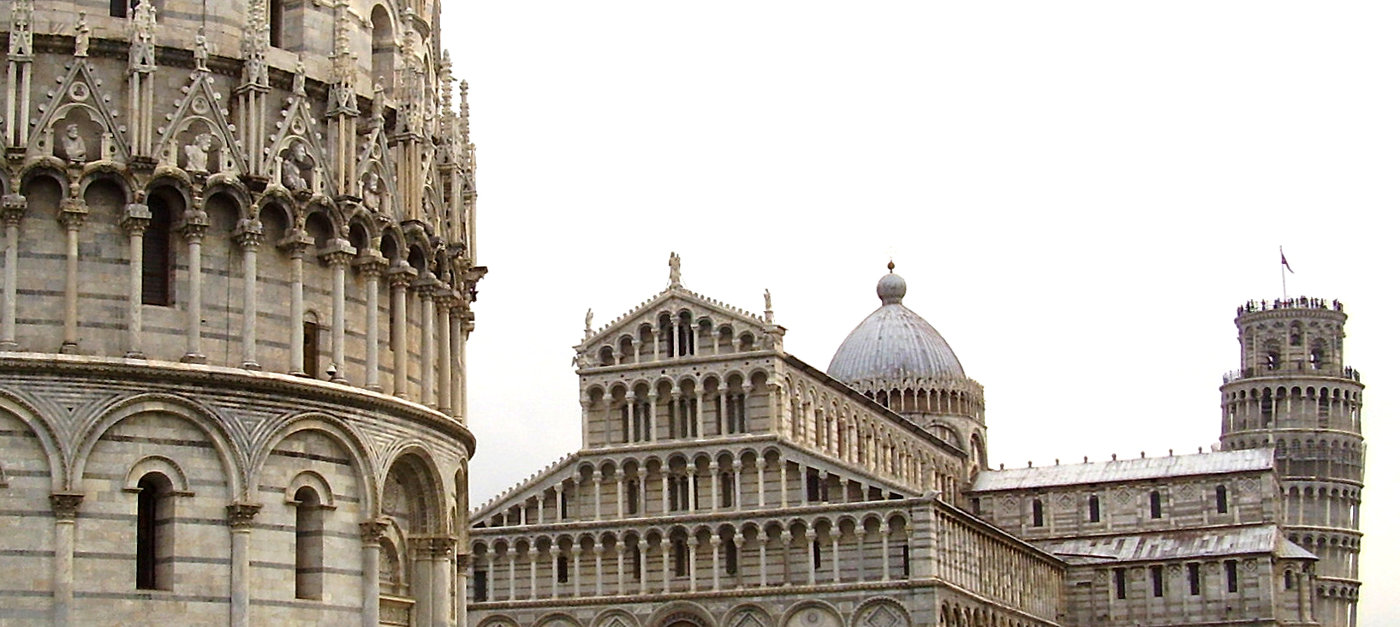
Dettagli architettonici

### Duomo

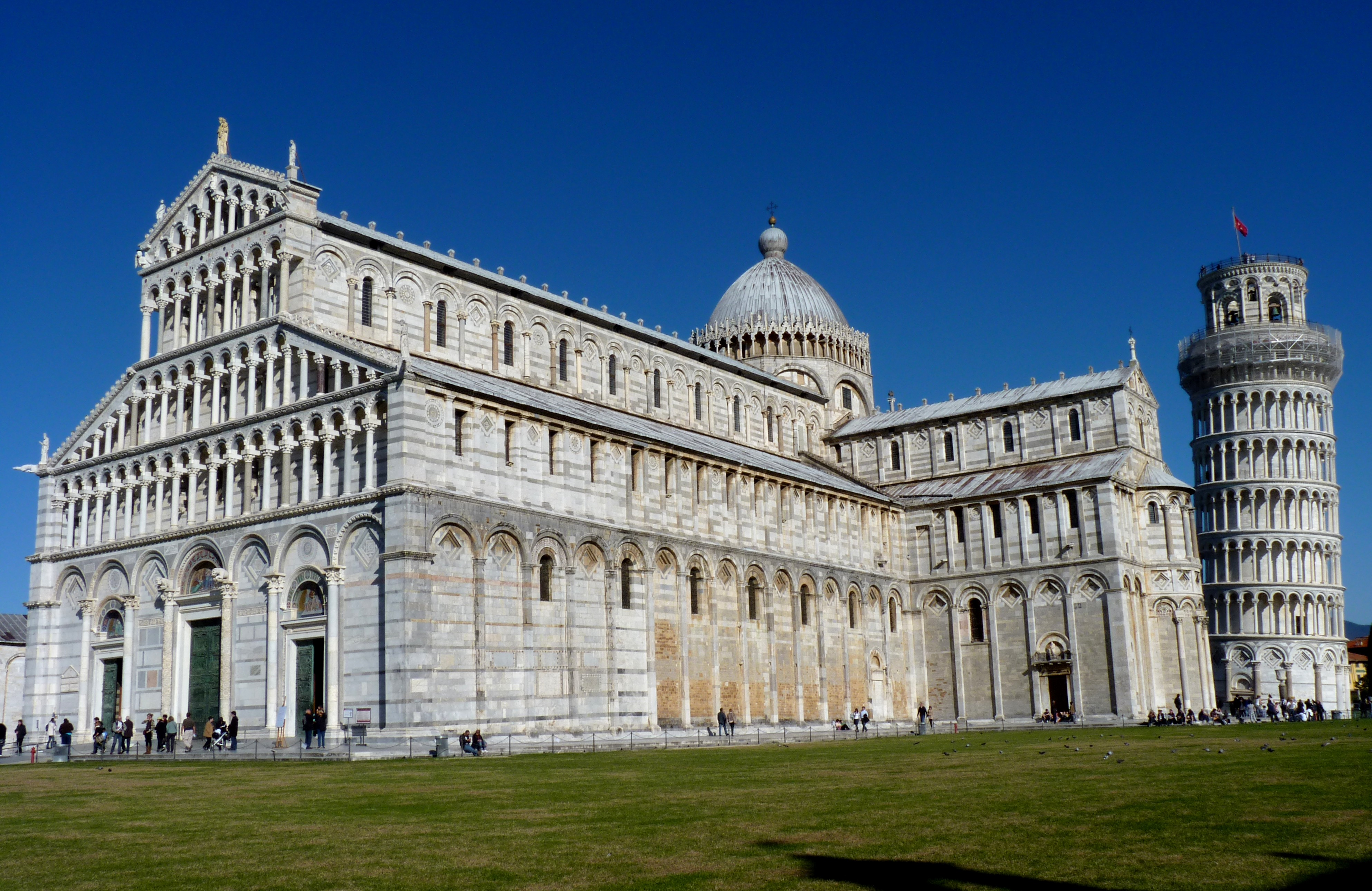
Il Duomo

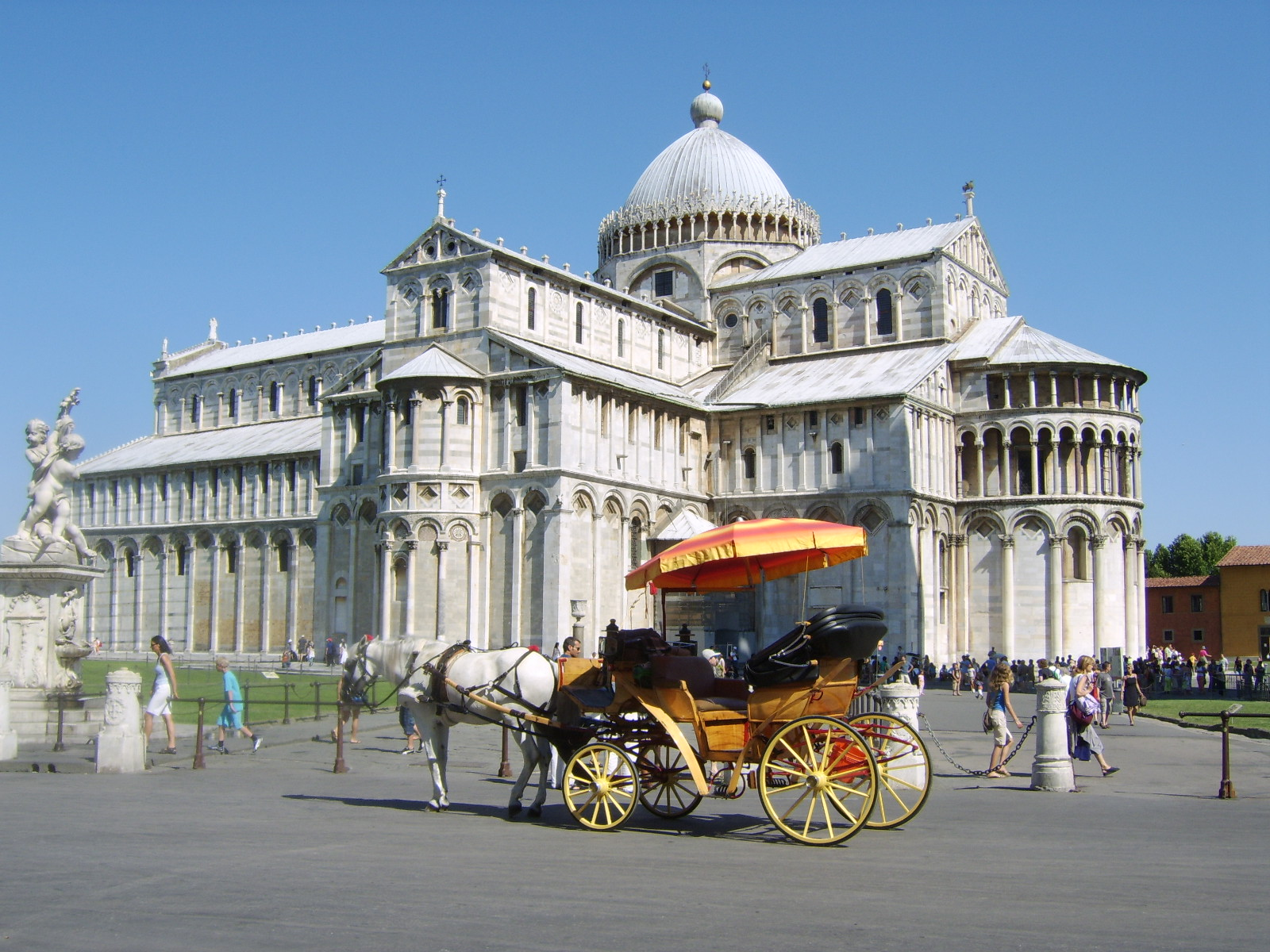
Complesso

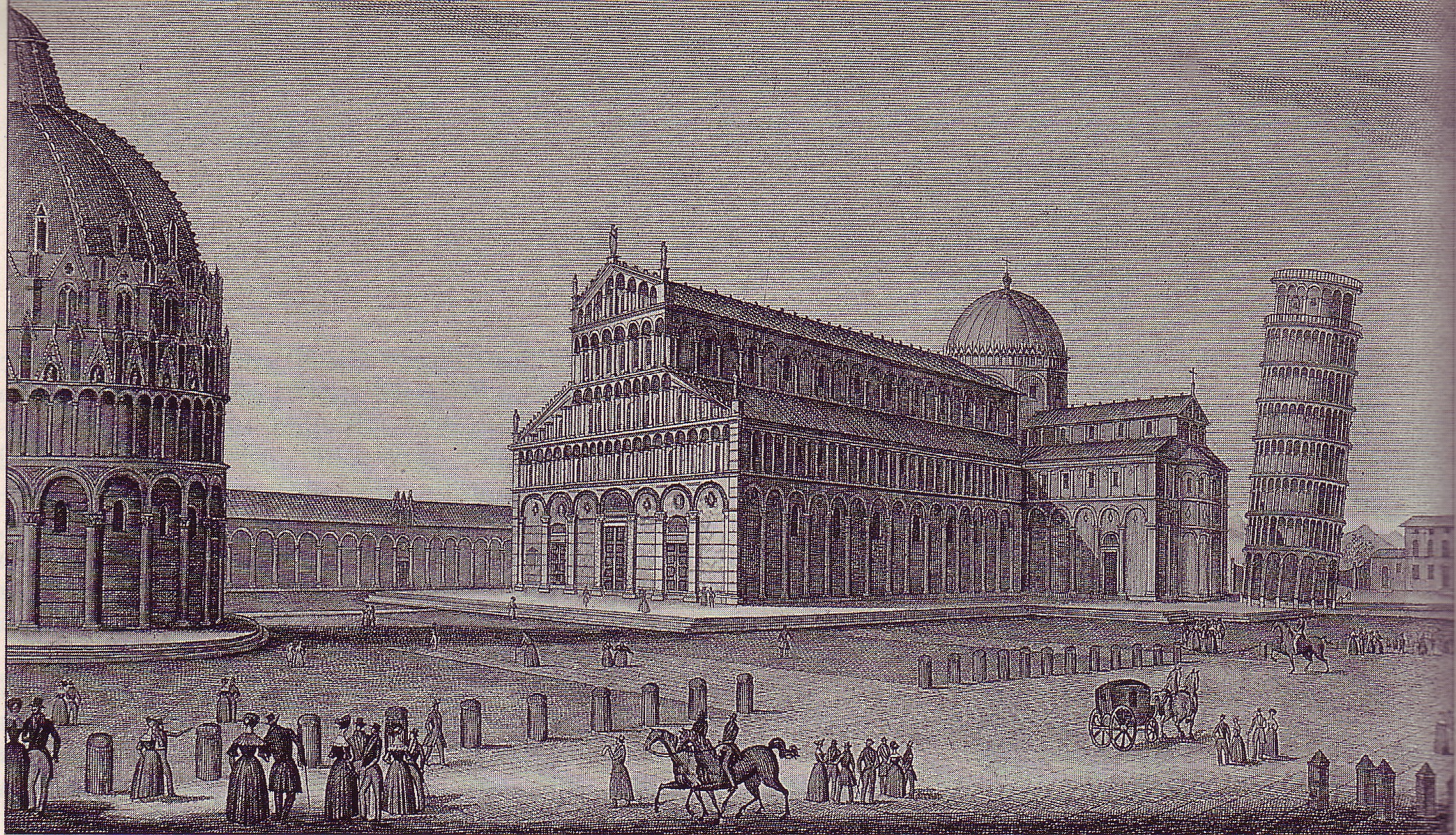
La piazza in un'incisione ottocentesca

Il cuore del complesso è la Primaziale. Fondata nel 1063 e dedicata a Santa Maria Assunta, ma inizialmente nota come Santa Maria Maggiore, è una chiesa a cinque navate col transetto a tre navate: architettonicamente è composta da tre basiliche (corpo centrale e i due transetti). Non è consacrata come basilica (l'unica basilica di Pisa è San Piero a Grado). Essa è anche il Duomo di Pisa, essendone la chiesa principale e sede arcivescovile, quindi una Cattedrale. Nel caso particolare di Pisa, essendo stato conferito il titolo di Primate di Corsica e Sardegna all'arcivescovo Daiberto da Papa Urbano II nel 1092, il Duomo di Pisa è una Primaziale. Tale onorificenza rimane oggi soltanto formale.
Cominciata nel 1063 dall'architetto Buscheto, ha dato origine al distintivo stile Romanico pisano. La ricchissima decorazione comprende marmi multicolori, mosaici (importantissimo quello del catino absidale, eseguito da varie maestranze fra cui Cimabue) e numerosi oggetti di bronzo provenienti dal bottino di guerra, fra cui il Grifone utilizzato come acroterio est del tetto. Gli archi a profilo acuto fanno riferimento ad influenze musulmane e del meridione d'Italia, soprattutto la seconda Abbazia di Montecassino.
Le porte sulla facciata in bronzo massiccio furono fuse da vari artisti riconducibili alla scuola di Fra Domenico Portigiani nel XVII secolo. Esse vengono a sostituire le originali porte distrutte dall'incendio che devastò gran parte dell'interno della chiesa nel 1595. L'unica porta originale salvatasi è la cosiddetta Porta di San Ranieri, situata di fronte al campanile: essa venne fusa intorno al 1180 da Bonanno Pisano.
L'interno è rivestito di marmi bianchi e neri, ha un soffitto a cassettoni dorati e alcuni affreschi. Fu ampiamente ridecorato dopo l'incendio del 1595, che distrusse la maggior parte delle opere medievali; furono aggiunti allora gli altari laterali e i grandi dipinti lungo le pareti delle navate laterali.
L'impressionante mosaico absidale del 1302, del Cristo in Maestà, affiancato dalla Vergine e da San Giovanni Evangelista, generalmente attribuito a Cimabue (ma che fu autore solo del San Giovanni), sopravvisse comunque all'incendio. La cupola in legno strutturale, all'intersezione della navata e del transetto, dall'inusitato profilo ellittico, fu decorata da Riminaldi con l'Assunzione della Vergine. La leggenda vuole che Galileo abbia formulato la sua teoria sull'isocronismo del pendolo guardando l'oscillazione del lampadario per incenso che scendeva dal soffitto della navata. Il lampadario presente tutt'oggi, noto come Lampada di Galileo, non è quello che vide all'epoca lo scienziato, ma risale a qualche anno dopo. L'originale lampada, molto più piccola e semplice (e che quindi poteva oscillare col vento), è oggi presente nel Campo Santo all'interno della cappella Aulla. Le impressionanti colonne granitiche in stile corinzio fra la navata e l'abside provengono dalla moschea di Palermo, bottino della battaglia nella Cala dai Pisani nel 1063.
Il pergamo, capolavoro di Giovanni Pisano (1302-1310), sopravvissuto all'incendio, fu però smontato durante i lavori di restauro e non fu rimontato fino al 1926. Mostra nove scene del Nuovo Testamento, in formelle convesse, e si articola con grande libertà nello spazio, costituendo un progresso formale notevolissimo rispetto ai pergami di Siena e del Battistero di Pisa, opera di Nicola Pisano, padre di Giovanni. Non essendoci documentazione di come fosse il pergamo prima dello smantellamento, esso è stato ricostruito in una posizione diversa da quella originaria e, sicuramente, con le parti non nello stesso ordine e orientamento di come era stato pensato. È assai probabile che la sua posizione originaria fosse vicino all'altare maggiore, addossato al coro, anch'esso sparito durante le ristrutturazioni. Quest'ultimo si trovava nella zona sotto alla cupola e il cui pavimento, in mosaico cosmatesco si è conservato ai nostri giorni. Tale coro doveva assomigliare a quello della Basilica di San Clemente a Roma. Altri frammenti di pavimentazione cosmatesca si trovano sotto i marmi seicenteschi, nel particolare nella cappella della Madonna di Sotto gli Organi.
Parte integrante della Cattedrale erano i sarcofagi di epoca romana riutilizzati come sepolture di nobili ed eroi il primo, e più bello, dei quali era quello utilizzato per la sepoltura di Beatrice di Lotaringia madre di Matilde di Canossa, morta nel 1076. I sarcofagi furono tutti traslati tra il XVIII e il XIX secolo in Campo Santo con l'eccezione di quello di Buscheto, tuttora presente in facciata.
L'edificio, come la torre campanaria, è sprofondato percettibilmente nel suolo, e alcuni dissesti nella costruzione sono ben visibili, come le differenze di livello tra la navata di Buscheto e il prolungamento ad opera di Rainaldo (le campate verso ovest e la facciata).

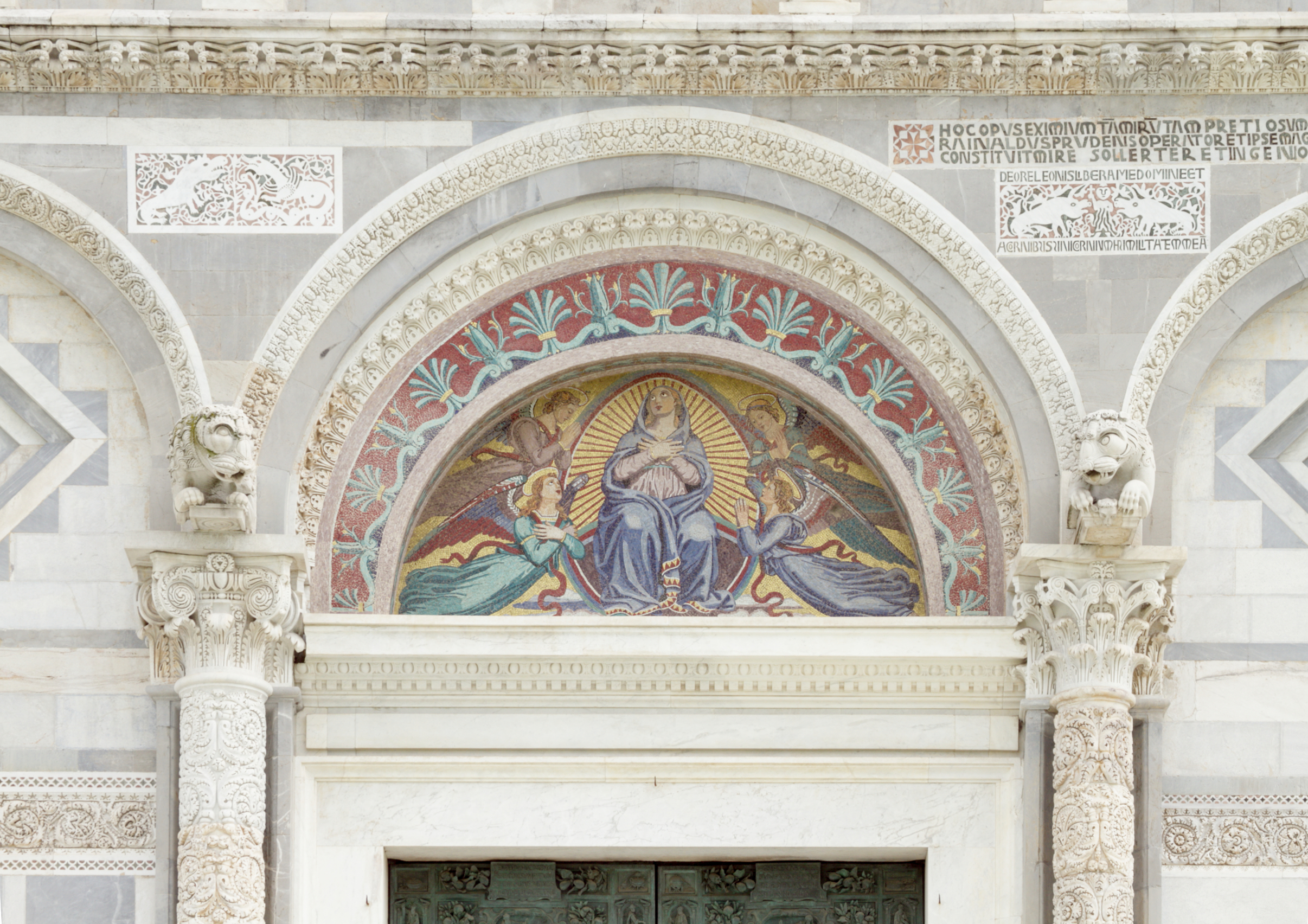
Lunetta sovrastante la porta centrale, raffigurante la Beata Maria di Giuseppe Modena da Lucca
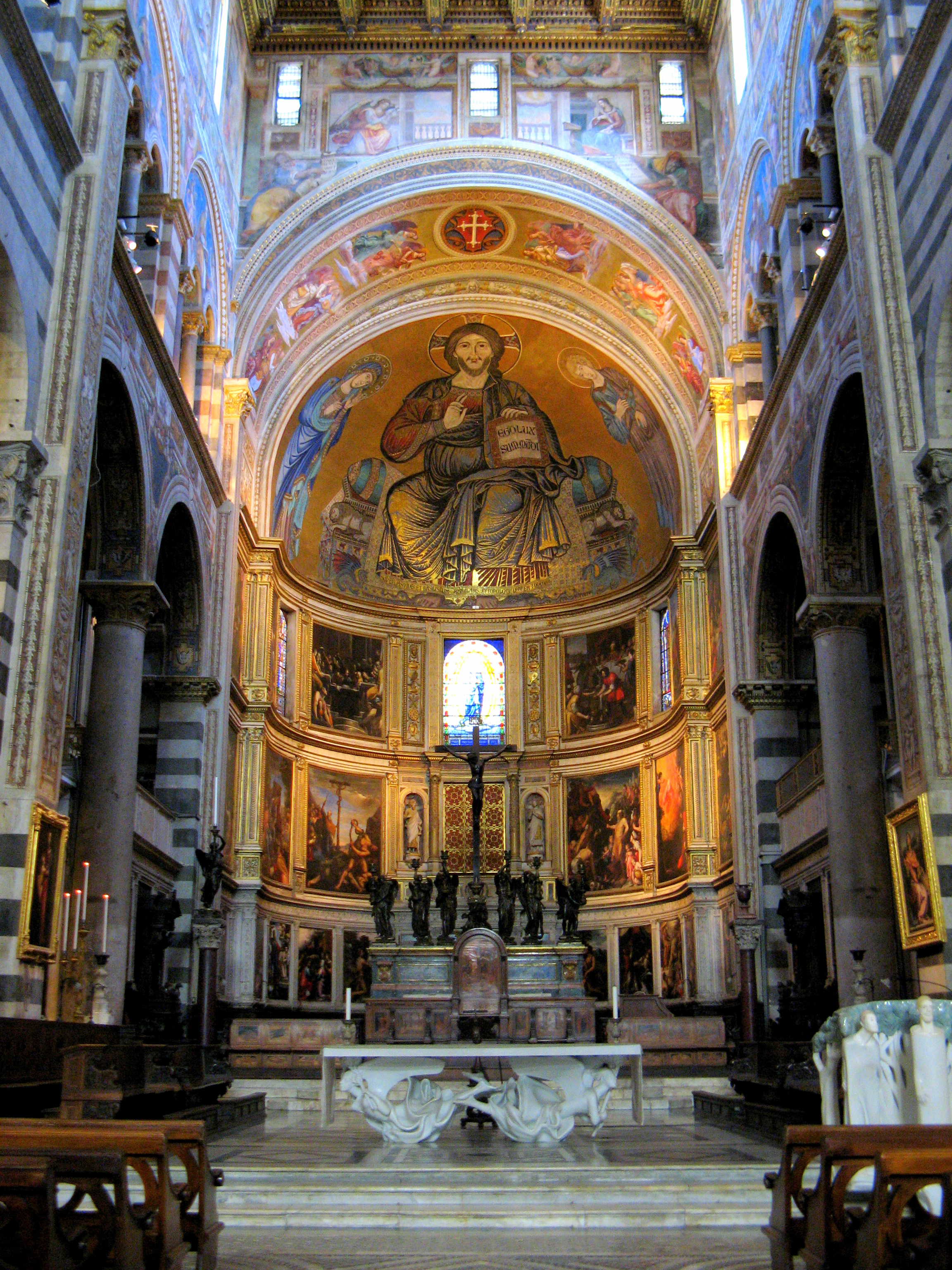
Abside con mosaico
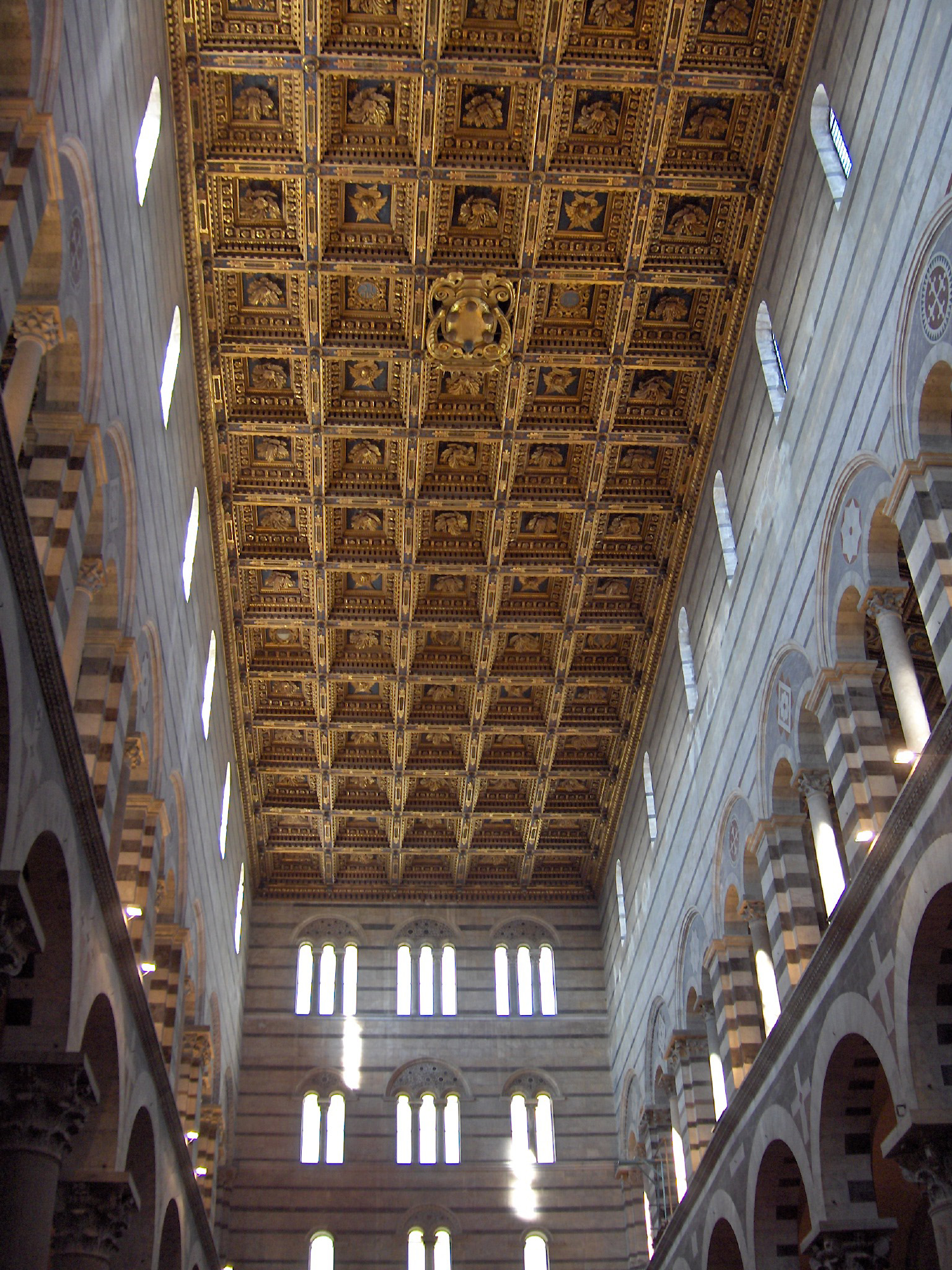
Soffitto a cassettoni
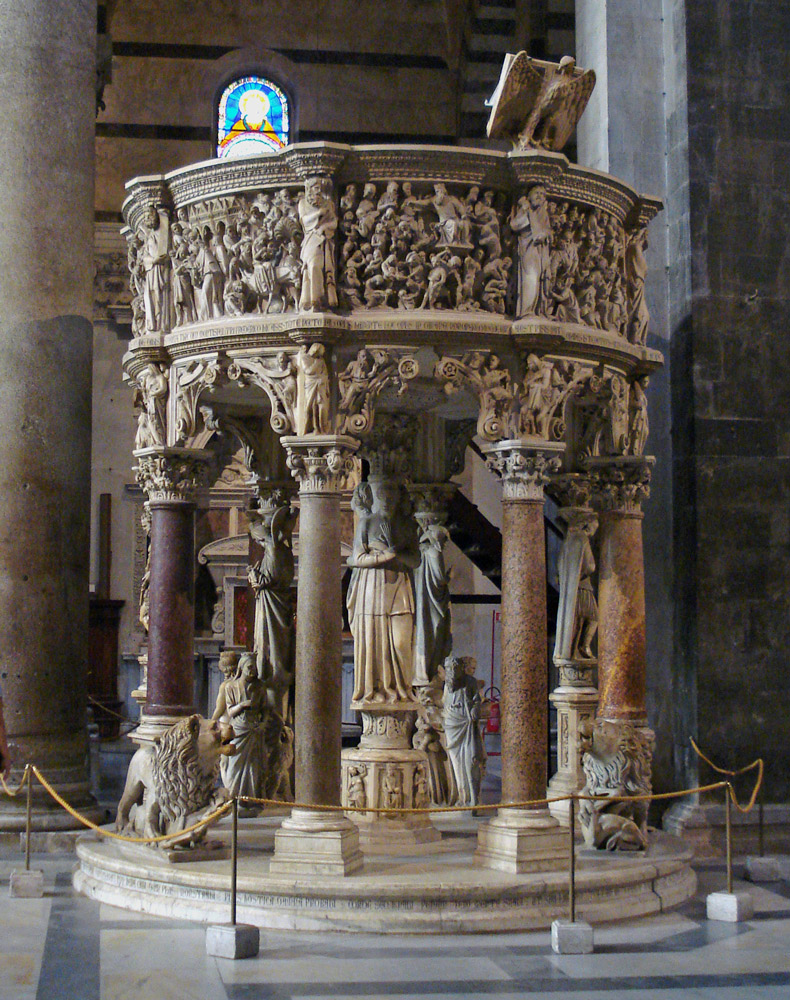
Pergamo

### Battistero

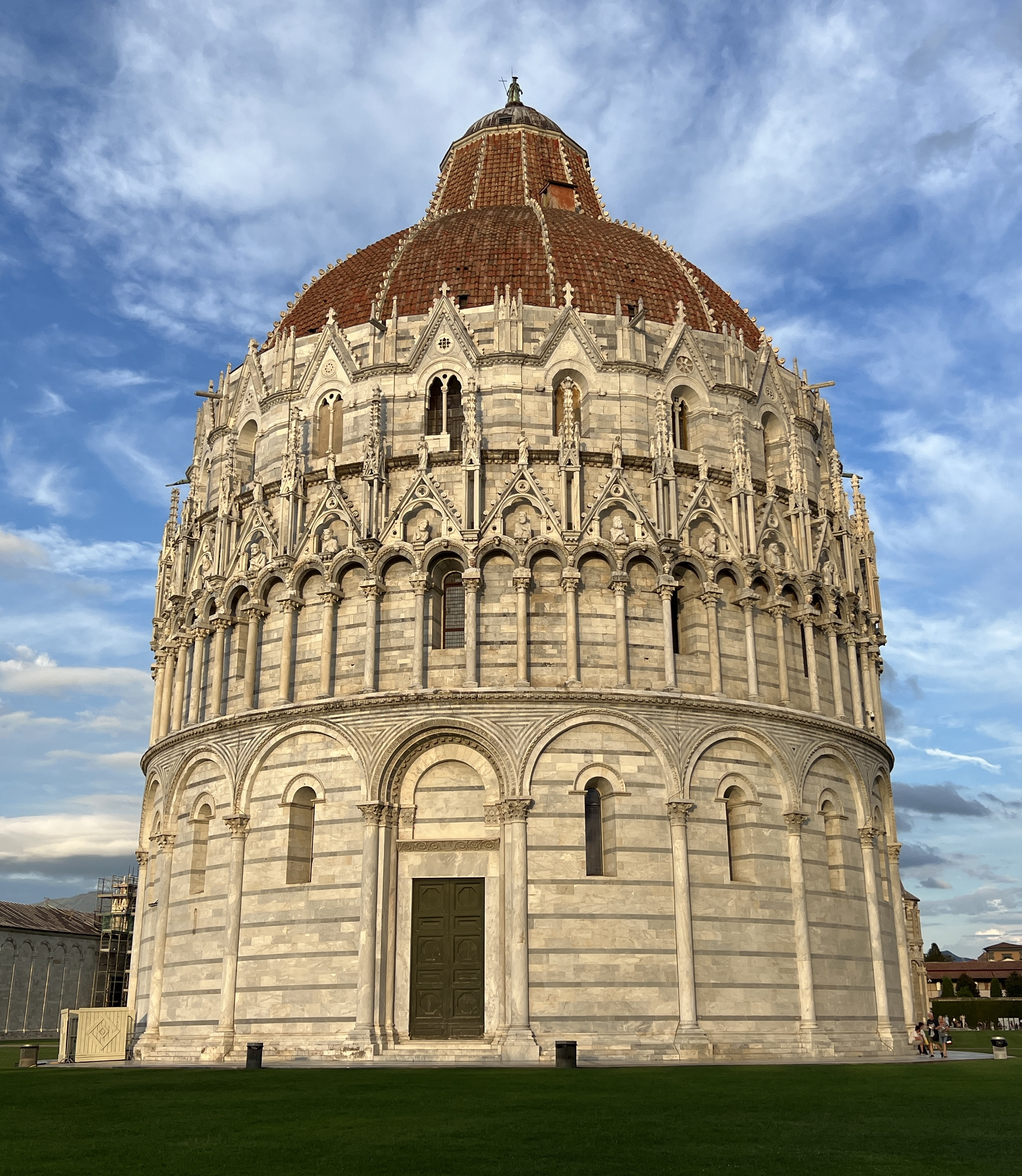
Il Battistero

Il Battistero, dedicato a San Giovanni Battista, s'innalza di fronte alla facciata ovest del Duomo. L'edificio fu iniziato a metà del XII secolo: "1153 Mense Augusti la fondò" (nel mese di agosto 1153 in stile pisano). Sostituisce un precedente battistero, più piccolo, che si trovava a nord della Cattedrale. Fu costruito inizialmente in stile romanico da Diotisalvi e nella struttura originaria, voleva essere un misto tra l'Anastasis del Santo Sepolcro in Gerusalemme e la Moschea d'Omar, sempre in Gerusalemme e ritenuta all'epoca il Tempio di Salomone.
Presenta una curiosa cupola troncoconica, come quella della chiesa degli Ospitalieri a Pisa, che copre solo il giro interno di pilastri (la tecnica costruttiva per una cupola emisferica o poligonale di grandi dimensioni, come a Firenze, era quasi ignota): originariamente la parte superiore era aperta lasciando un osculo, ma a differenza del Pantheon, da cui entrava la pioggia per andare a riempire il fonte battesimale, qui era solo simbolico, dato che il fonte è privo di scarichi per l'acqua.
In epoca posteriore la cupola fu mascherata da un'altra calotta emisferica e l'osculo fu chiuso. Rimase incompiuto fino al XIV secolo, quando la loggia, il piano superiore e la cupola furono terminati in stile gotico da Nicola Pisano e il figlio Giovanni, modificando quindi il progetto di Diotisalvi. La struttura è fortemente simbolica, infatti al suo interno presenta: 12 colonne come il numero degli apostoli; un fonte battesimale a 8 lati, numero che indica il giorno non creato, posta su 3 scalini, a simbolo del Padre del Figlio e dello Spirito Santo. È il più grande battistero in Italia: la sua circonferenza misura 107.25 m.
L'interno, sorprendentemente semplice e privo di decorazioni, ha inoltre una eccezionale acustica (è famoso in tutto il mondo l'eco che si forma e che ricorda il suono dell'organo). Spicca il pulpito, scolpito fra il 1255 e il 1260 da Nicola Pisano. Le scene sul pulpito e specialmente la figura dell'Ercole nudo e di Maria (nel bassorilievo con i 3 magi) mostrano bene come l'influsso classico rendesse Nicola un precursore del Rinascimento.

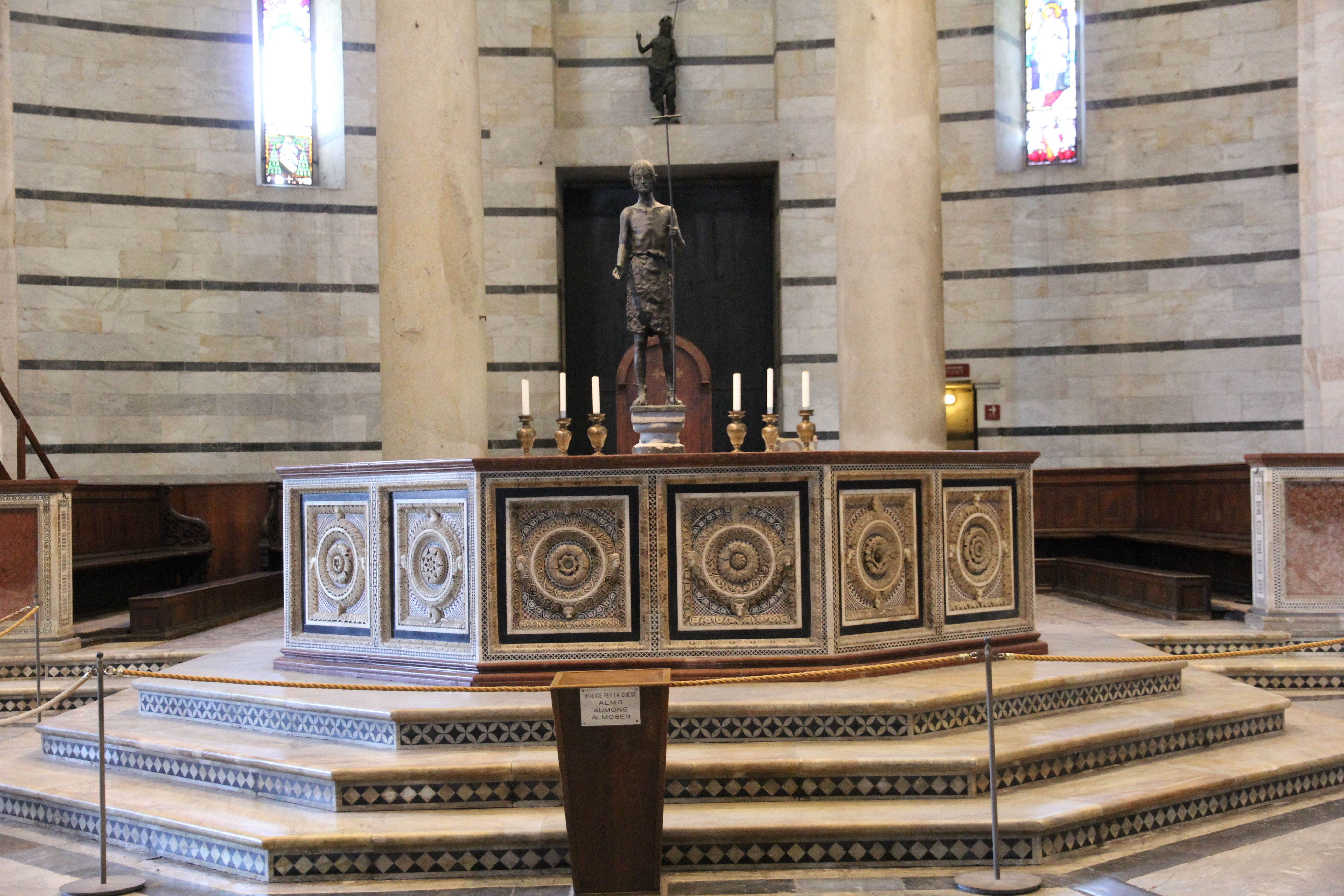
Fonte battesimale di Guido Bigarelli da Como
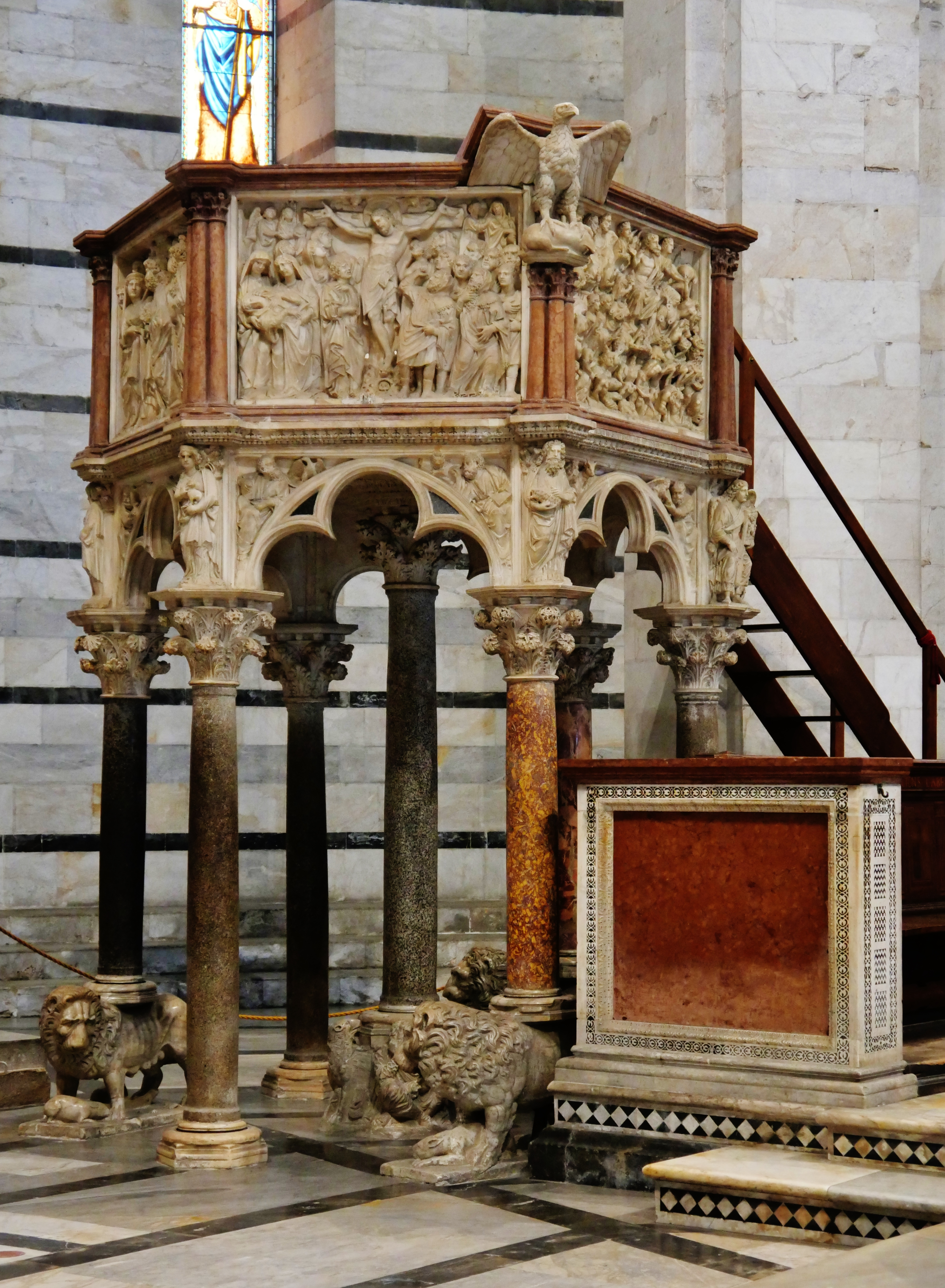
Pergamo di Nicola Pisano
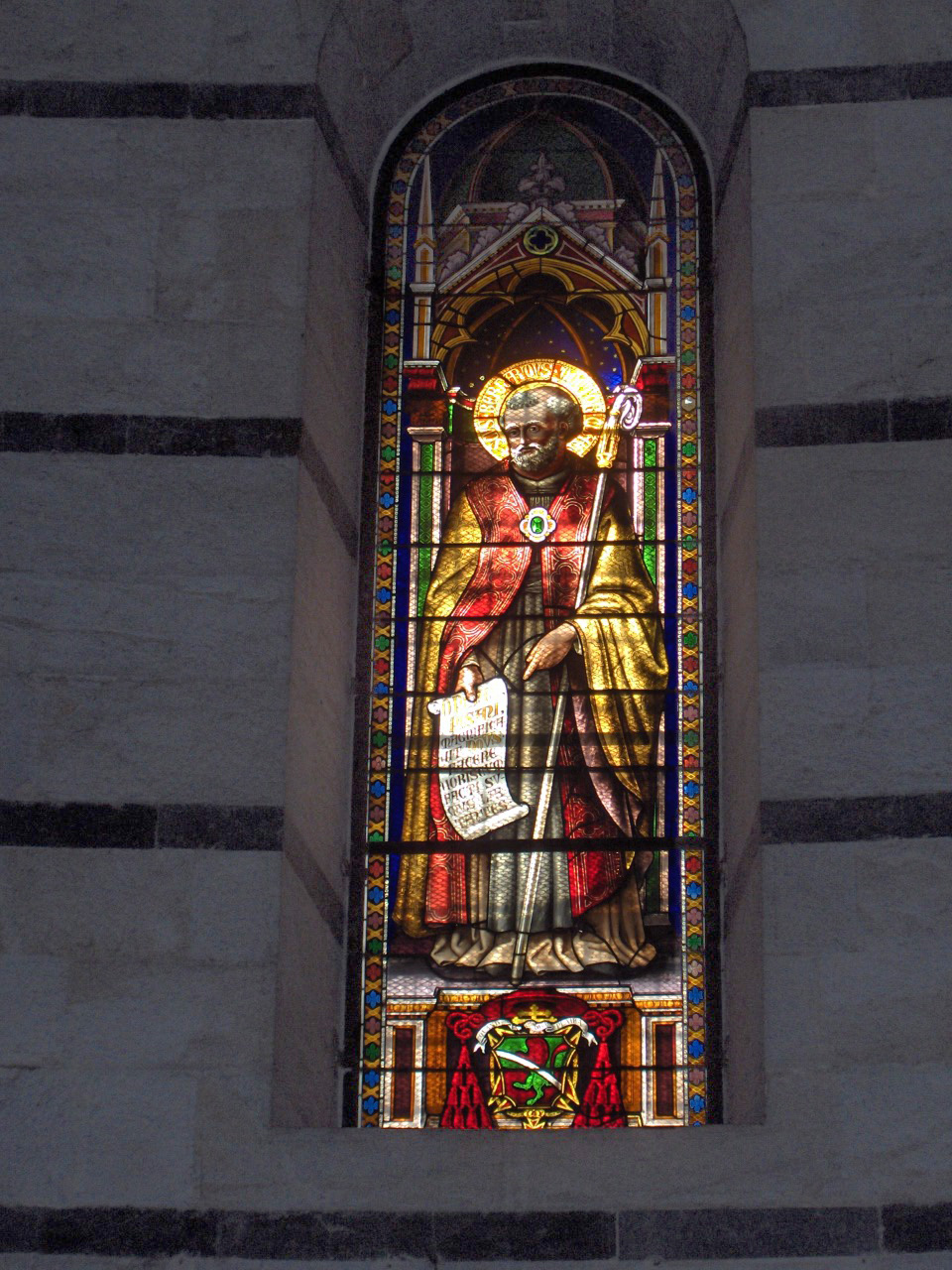
Vetrate
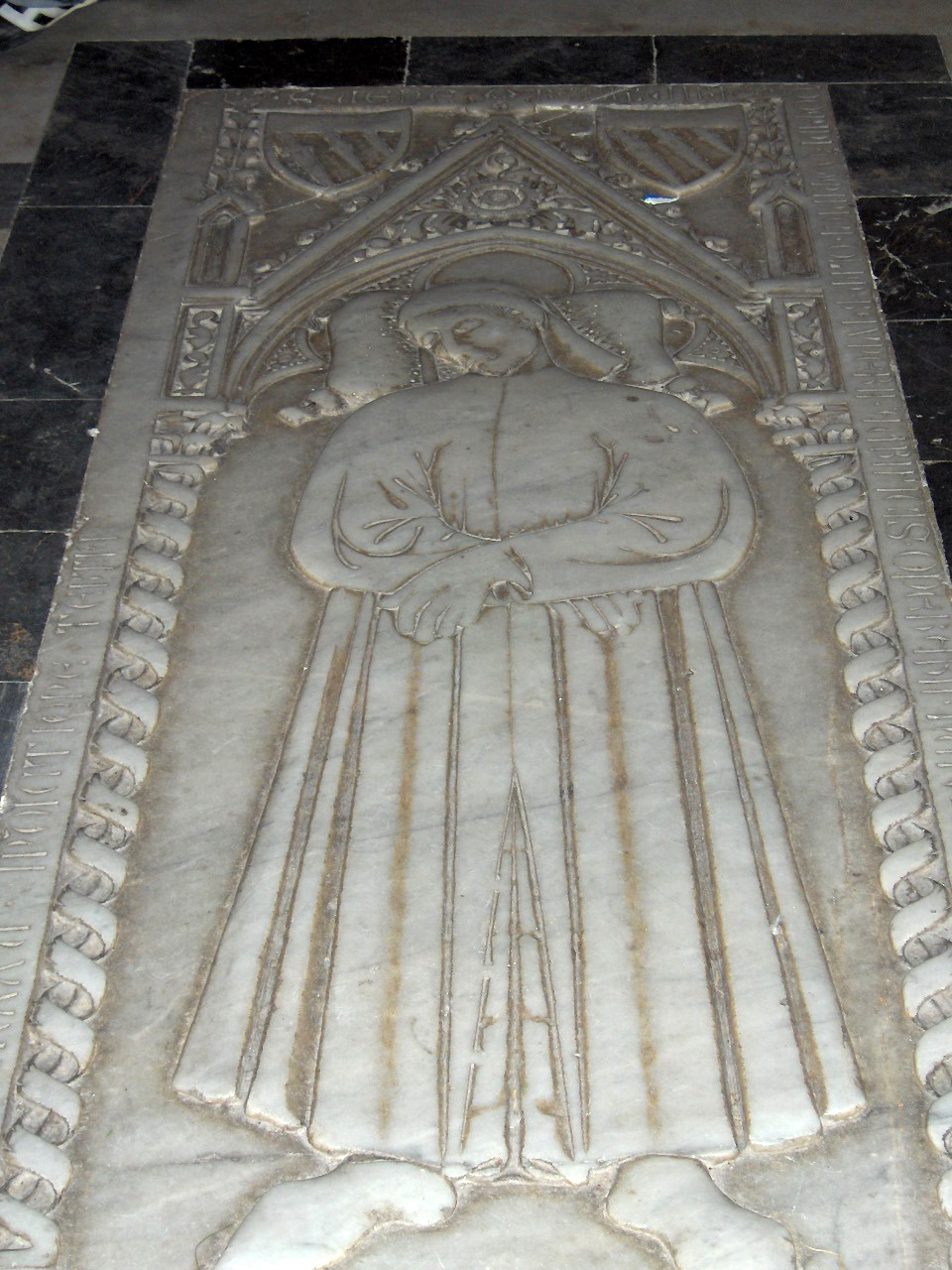
Tomba

### Campanile

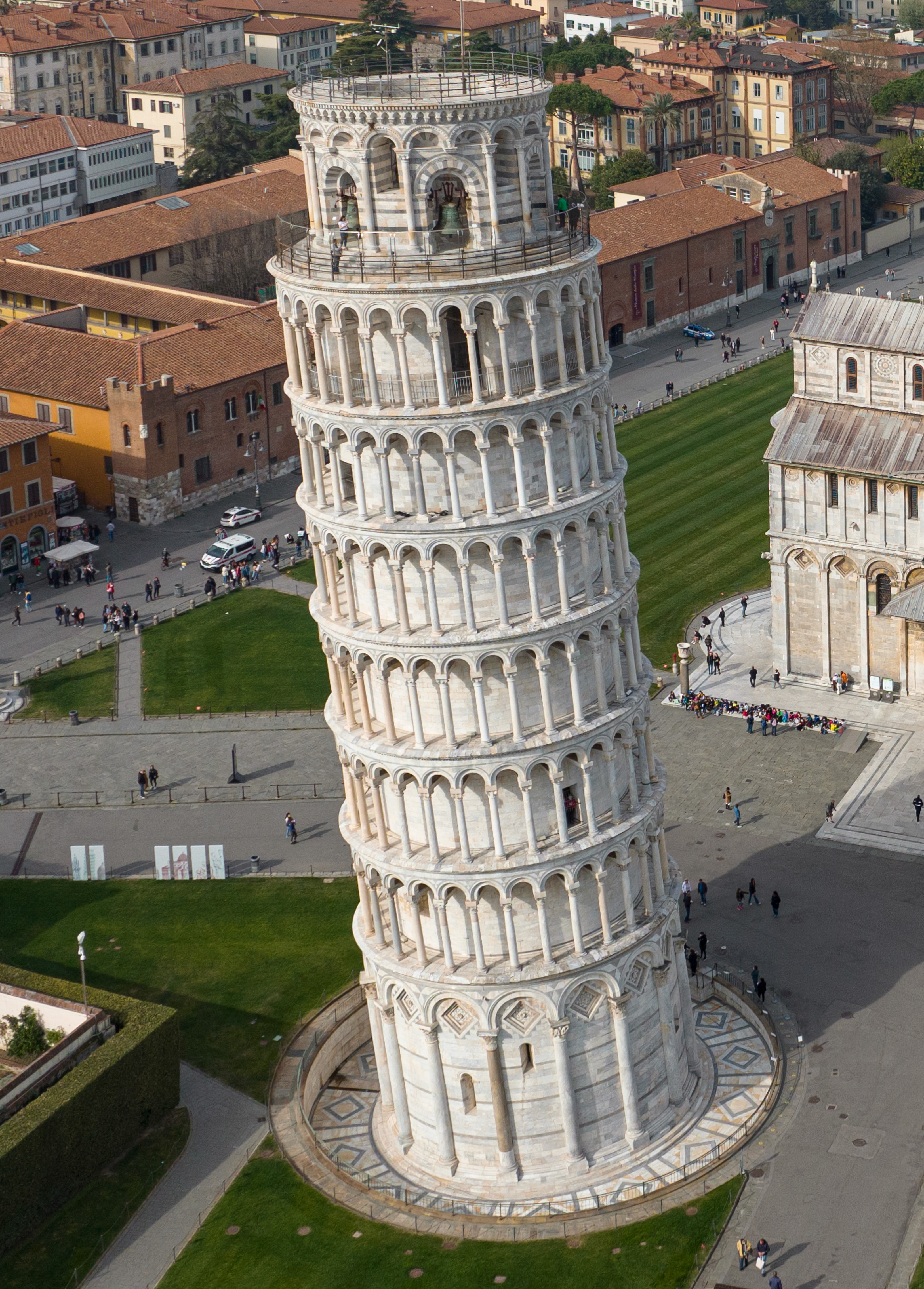
Il campanile

Assieme alla Torre Eiffel, la Torre di Pisa è probabilmente la torre più famosa del mondo occidentale, nonché un monumento universalmente noto. Iniziata nel 1173, cominciò a inclinarsi sul lato prima che fosse completato il terzo ordine (1274), per via del suolo di limo sabbioso sul quale poggiano le fondazioni poco profonde, di solo tre metri. La costruzione continuò comunque fino al completamento nel 1350, quando fu ultimata la cella campanaria e vi furono poste le sette campane, essendo la torre il campanile della cattedrale.
Sei degli otto piani sono circondati da una loggetta con archi a tutto sesto, che riprendono il motivo della facciata della cattedrale. L'altezza è di circa 56 metri (nella parte di contropendenza), la pendenza di circa cinque metri rispetto alla verticale nel punto più alto. In seguito ai restauri della fine del Novecento, che ne hanno assestato la pendenza, è stata riaperta al pubblico, seppure con un accesso limitato e controllato.
Non si conoscono con esattezza i vari architetti che hanno lavorato al campanile. Per anni era stato attribuita a Bonanno Pisano, negli stessi anni autore delle porte bronzee del Duomo, ma studi recenti confutano questa ipotesi e la attribuiscono piuttosto a Diotisalvi, già autore del Battistero. Pare altresì che la cella campanaria sia stata opera di Giovanni Pisano nelle vesti, stavolta, di capomastro dell'Opera.

### Campo Santo

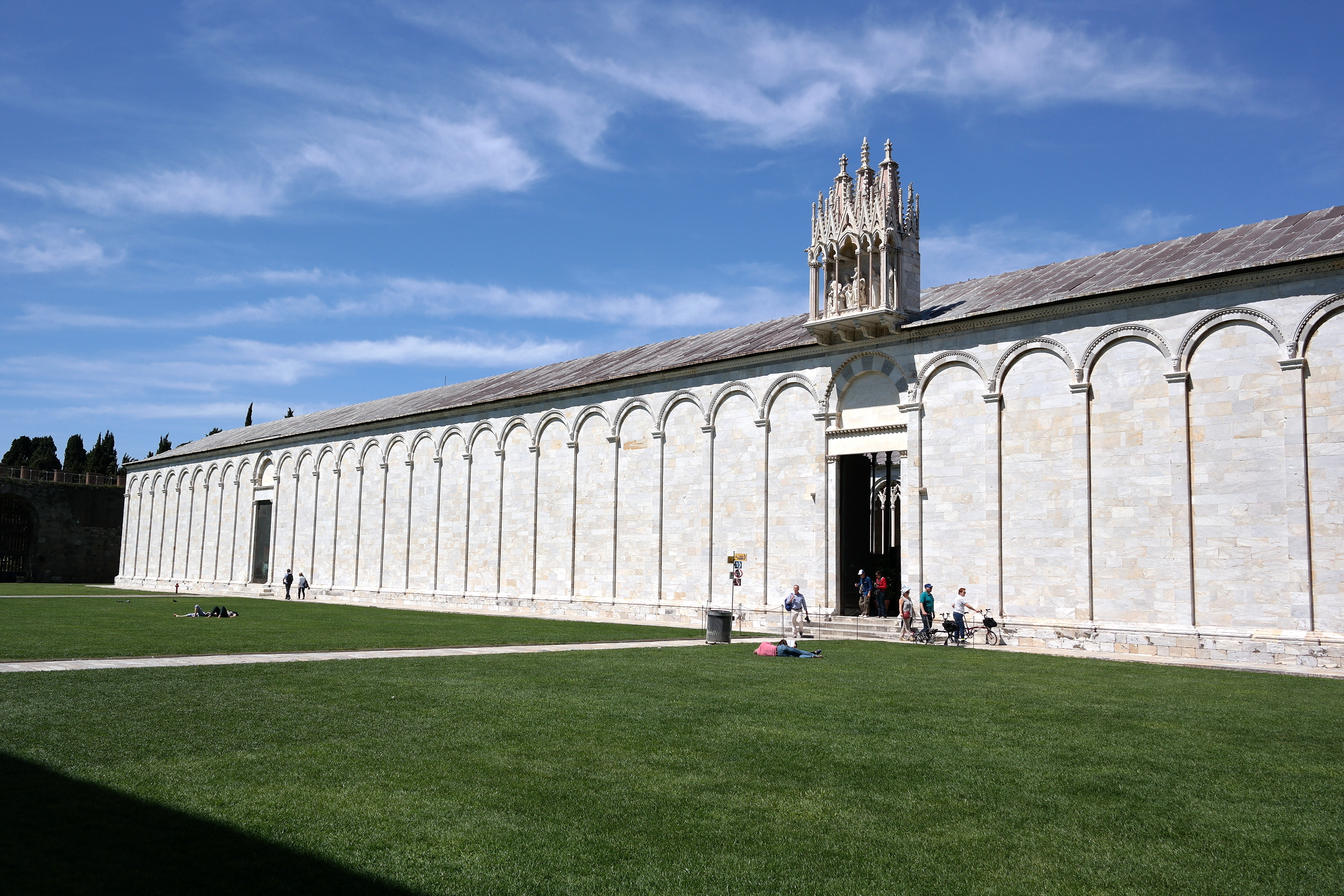
Campo Santo

Il Campo Santo, noto anche come Camposanto monumentale o Camposanto vecchio, si trova al limite nord della Piazza. Si tratta essenzialmente di un cimitero cinto da mura. Si dice, secondo uno schema di leggenda di fondazione tipica di altri edifici simili in tutta Europa, che il Campo Santo sia nato intorno ad uno strato di terra portato dalla Terrasanta via nave dopo la terza crociata dall'arcivescovo Ubaldo Lanfranchi nel XII secolo.
La sua struttura, iniziata nel 1278 da Giovanni di Simone, è quella di un chiostro oblungo in stile gotico fiorito, che però non fu completato fino al 1464, a causa della crisi provocata dalla sconfitta pisana nella battaglia della Meloria avvenuta nel 1284. Il muro esterno è composto di 43 archi ciechi con due porte.
I muri erano una volta affrescati: il primo affresco fu eseguito nel 1360, l'ultimo circa tre secoli più tardi. Le Storie dell'Antico testamento di Benozzo Gozzoli (XV secolo) si trovavano nella galleria nord, mentre quella sud era famosa per le Storie della Genesi di Piero di Puccio (fine del XV secolo). L'affresco più interessante è il realistico Trionfo della Morte, opera di Buonamico Buffalmacco.
Il 27 luglio 1944 una scheggia di bomba alleata provocò un inizio di incendio il quale, non potendo essere spento rapidamente a causa delle cisterne sotto vigilanza militare, fece scaturire un vero e proprio incendio che bruciò le travi in legno del tetto del Campo Santo il quale collassò arrecando ingenti danni alle opere custodite. Il piombo della copertura del tetto, fuso dal calore, danneggiò gli affreschi in modo gravissimo. Dal 1945 ad oggi sono ancora in corso lavori di restauro, che fra l'altro hanno portato al recupero delle preziose sinopie oggi esposte nel Museo delle Sinopie, situato nell'antico ospedale del XIII secolo a sud della piazza.

### Altri edifici
Il complesso monumentale della piazza comprende altri tre edifici di particolare importanza.
L'ex-Spedale di Santo Spirito, costruito seguendo la direzione di Giovanni di Simone durante il 1257. La struttura rettangolare venne costruita al fine di chiudere a sud la piazza. Pesantemente modificato negli anni, soprattutto durante il periodo di dominazione medicea, durante il quale vennero a perdersi le connotazioni gotiche, è arrivato fino a noi come parte dell'attuale ospedale di Santa Chiara.
Alcune aree dell'antico ospedale sono state date in gestione a terzi: una parte per anni è stata utilizzata da un istituto di credito locale, mentre un'altra, quella centrale, fu restaurata e parzialmente ripristinata nella sua forma originale per accogliere il Museo delle sinopie (1979). Internamente sono ancora visibili le pareti dipinte a righe orizzontali bianche e nere, richiamando i marmi degli edifici sacri in romanico pisano, e le nicchie al pian terreno. La struttura superiore, che all'epoca dell'ospedale era in legno e serviva ai medici per assistere a distanza i malati di peste, chiaramente non esiste più. Del soffitto pre-restauri è rimasto solo un piccolo pezzo, il resto fu rifatto in stile moderno.
L'edificio che chiude la piazza ad est ha una storia molto complessa. Nato come residenza dei canonici del Duomo nel XII secolo conserva ben poco di questo periodo, essenzialmente una struttura a torre che oggi fa parte dell'angolo sud-est dell'edificio stesso e che reca nella sua pianta bassa delle volte affrescate con Gesù Cristo e i simboli degli evangelisti.
Varie furono le modifiche e le espansioni fatte negli anni, tra le quali l'aggiunta della chiesetta di San Ranierino (poi demolita nel XIX secolo) e, nel XVII secolo, la trasformazione dell'edificio in seminario diocesano. Nel 1784, col trasferimento del seminario, il palazzo passò a mani private diventando un'accademia di belle arti. Nel 1887 infine l'edificio tornò ad una gestione religiosa divenendo un convento di suore di clausura. Infine, nel 1989, il palazzo fu acquistato dall'Opera del Duomo per trasformarlo definitivamente in museo, in modo da poter raccogliere le opere d'arte che fino ad allora erano custodite nei magazzini della fabbriceria.
L'ultimo edificio di interesse si trova nel lato nord-est lungo le mura, a continuazione del Campo Santo, e si tratta del Palazzo dell'Opera del Duomo. Tale edificio, anch'esso molto modificato nei secoli, conserva parti antiche unite a moderne. Con lo spostamento degli uffici amministrativi e del Capitolo della Primaziale, dal 2014 parte del primo piano è diventata visitabile e viene utilizzata per mostre temporanee. Nell'ingresso principale è possibile vedere una pianta del complesso datata 1917 assieme ad alcune foto d'epoca. Altre parti visitabili sono nella libreria e nella biglietteria dove risultano ancora visibili parti di affreschi o bozzetti sulle pareti e qualche bassorilievo, oltre alla struttura muraria originaria.

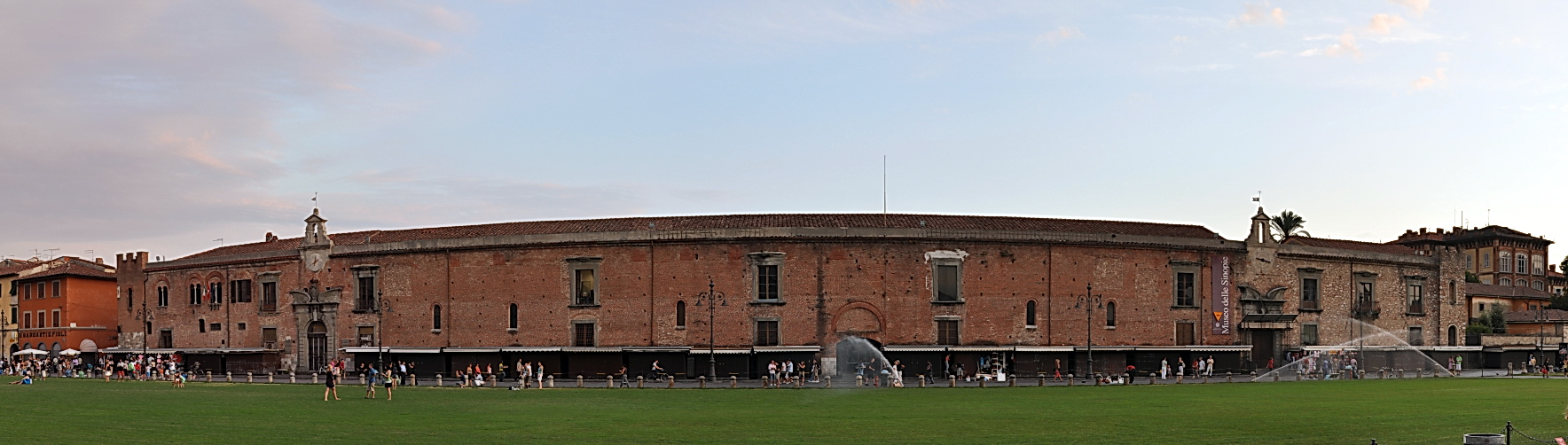
L'ex-Spedale di Santo Spirito, oggi in parte Museo delle Sinopie
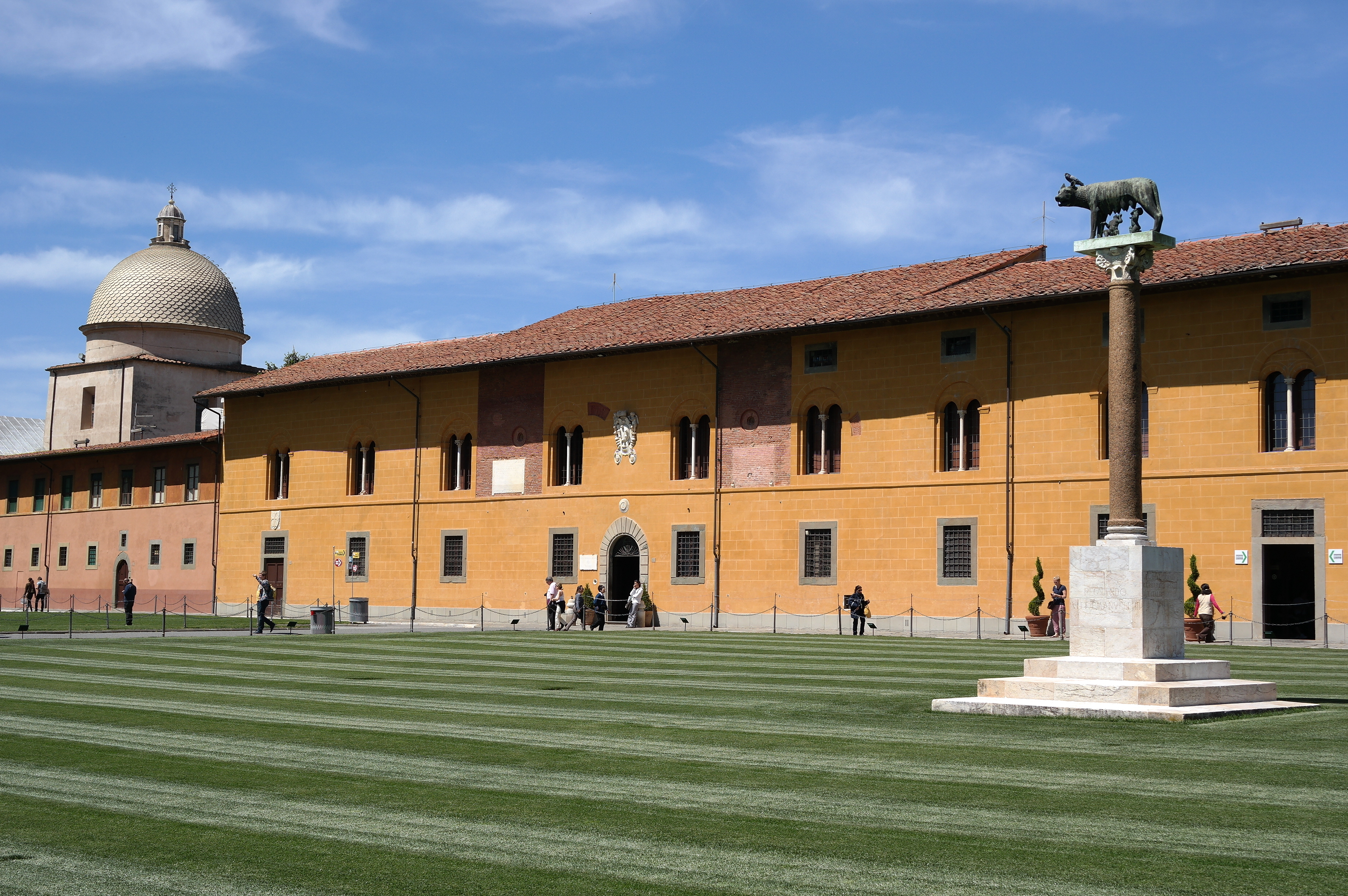
Il Palazzo dell'Opera del Duomo
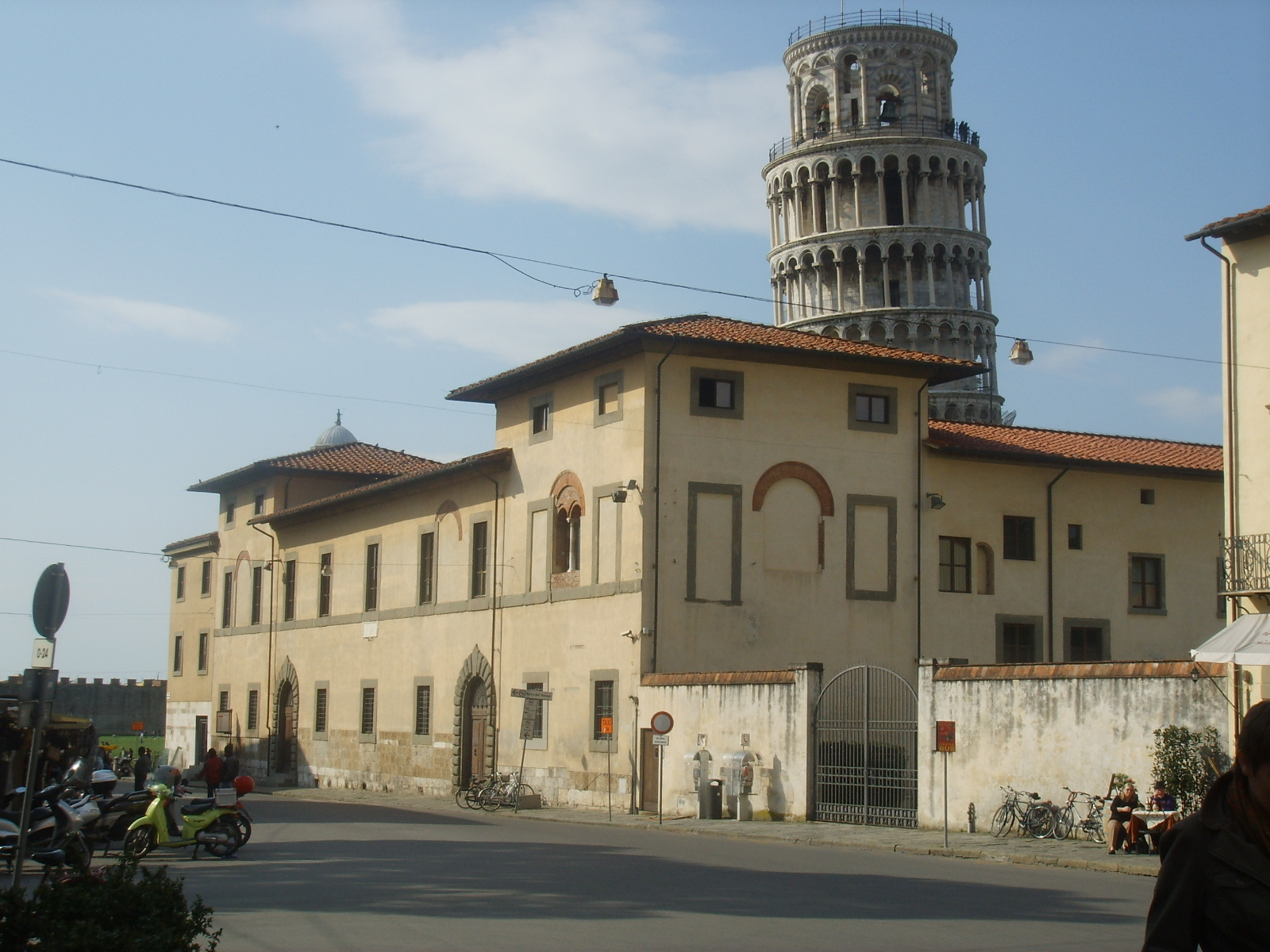
Museo dell'Opera del Duomo

### Altro
La Piazza del Duomo è chiusa a nord e ovest dalle mura medievali con la torre di Santa Maria, la porta del Leone, la torre di Catallo e porta Nuova, mentre il lato sud è occupato dalla lunga struttura dell'antico spedale di Santo Spirito, oggi parte degli Spedali Riuniti di Santa Chiara e ospita tra l'altro il Museo delle sinopie; accanto al campanile si trova il Museo dell'Opera del Duomo.
La lupa di Roma fu messa nel pratino tra il campanile e il palazzo dell'Opera del Duomo nel 1926 in occasione della visita di Mussolini a Pisa.
La monumentale fontana che accoglie all'ingresso della piazza da via Santa Maria è opera di Giuseppe Vaccà (basamento e fontana) e di Giovanni Antonio Cybei (il gruppo marmoreo dei putti che reggono gli stemmi di Pisa e dell'Opera).
Vicino alla porta di San Ranieri si trova una colonna che sorregge un vaso di foggia romana. Esso era una volta un monumento molto più grande e prezioso, simbolo del potere imperiale. Secondo la leggenda infatti il vaso, che riporta una scena bacchica, era ritenuto il vaso del "talento che Cesare imperatore diede a Pisa con lo quale si misurava lo censo che a lui era dato". Il monumento, composto da Lupo di Francesco nel 1320, era composto da una base attica sulla quale poggiava una colonna di porfido rosso. Sopra tale colonna, a sua volta poggiava un capitello composito che sorreggeva un abaco sagomato recante l'iscrizione commemorativa del monumento. Infine, sopra l'abaco, era posto un leone in marmo il quale reggeva sulla schiena una piccola colonna con sopra il vaso del talento. Tale vaso era chiuso da un coperchio sormontato da una statuetta.
Dopo l'incendio in duomo del 1595 l'opera fu smantellata e poi sostituita da una versione semplificata con una colonna in granito e una copia del vaso romano.
Attualmente la colonna in porfido rosso si trova nel Campo santo, il leone in marmo è usato come basamento di un leggio nel battistero, mentre il vaso originale è nei depositi dell'Opera del Duomo.

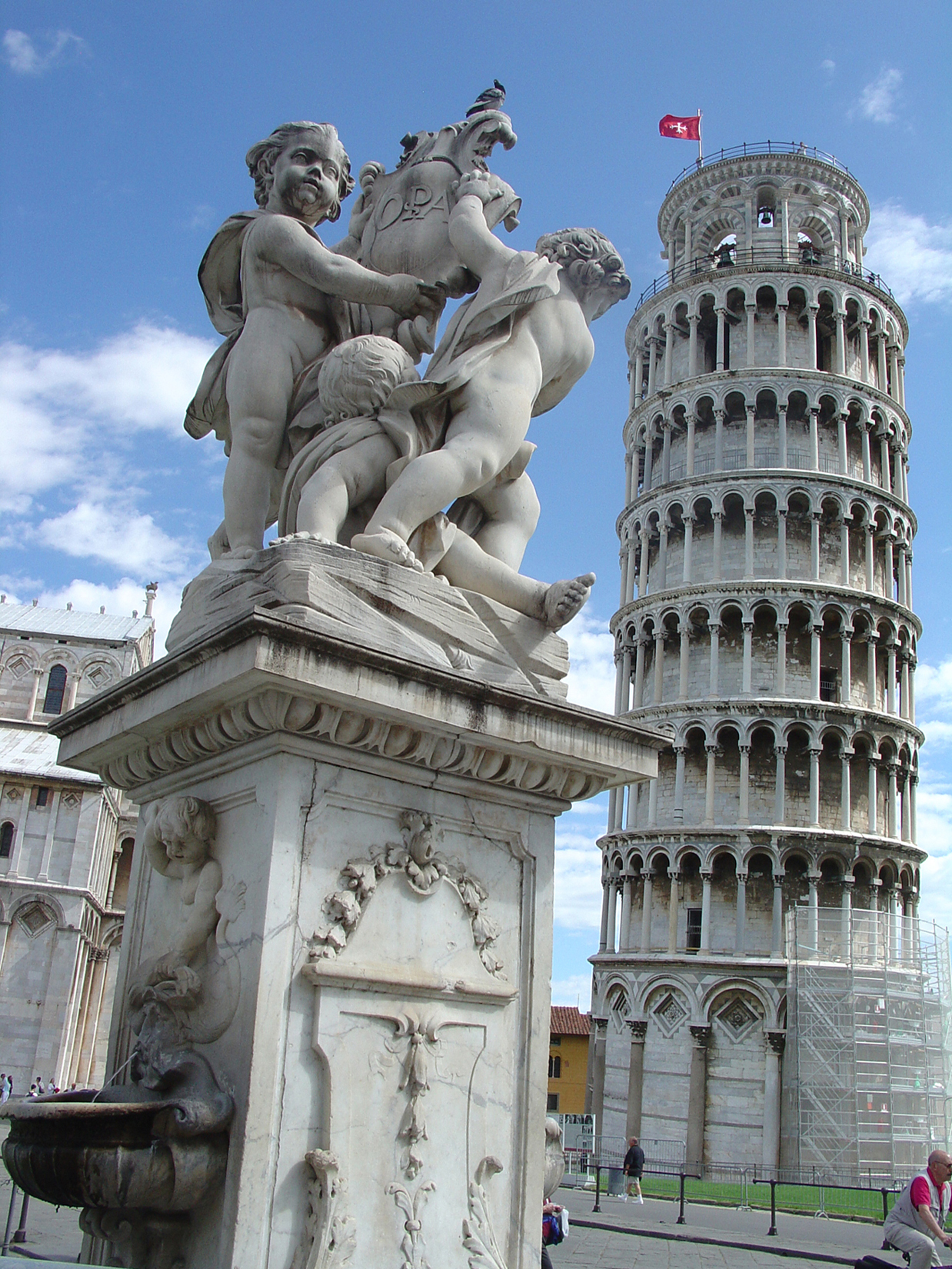
La fontana dei putti
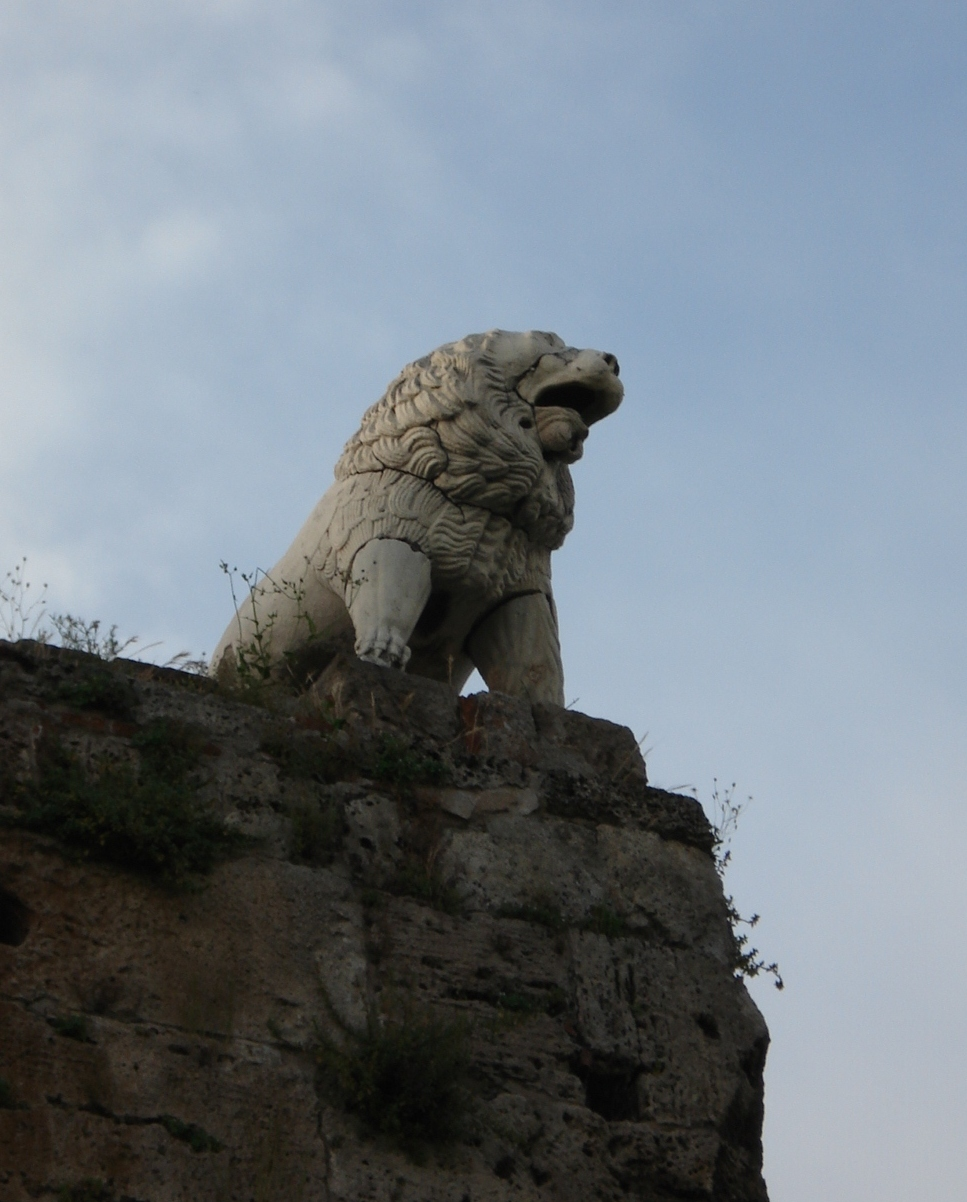
Il leone etrusco sulle mura
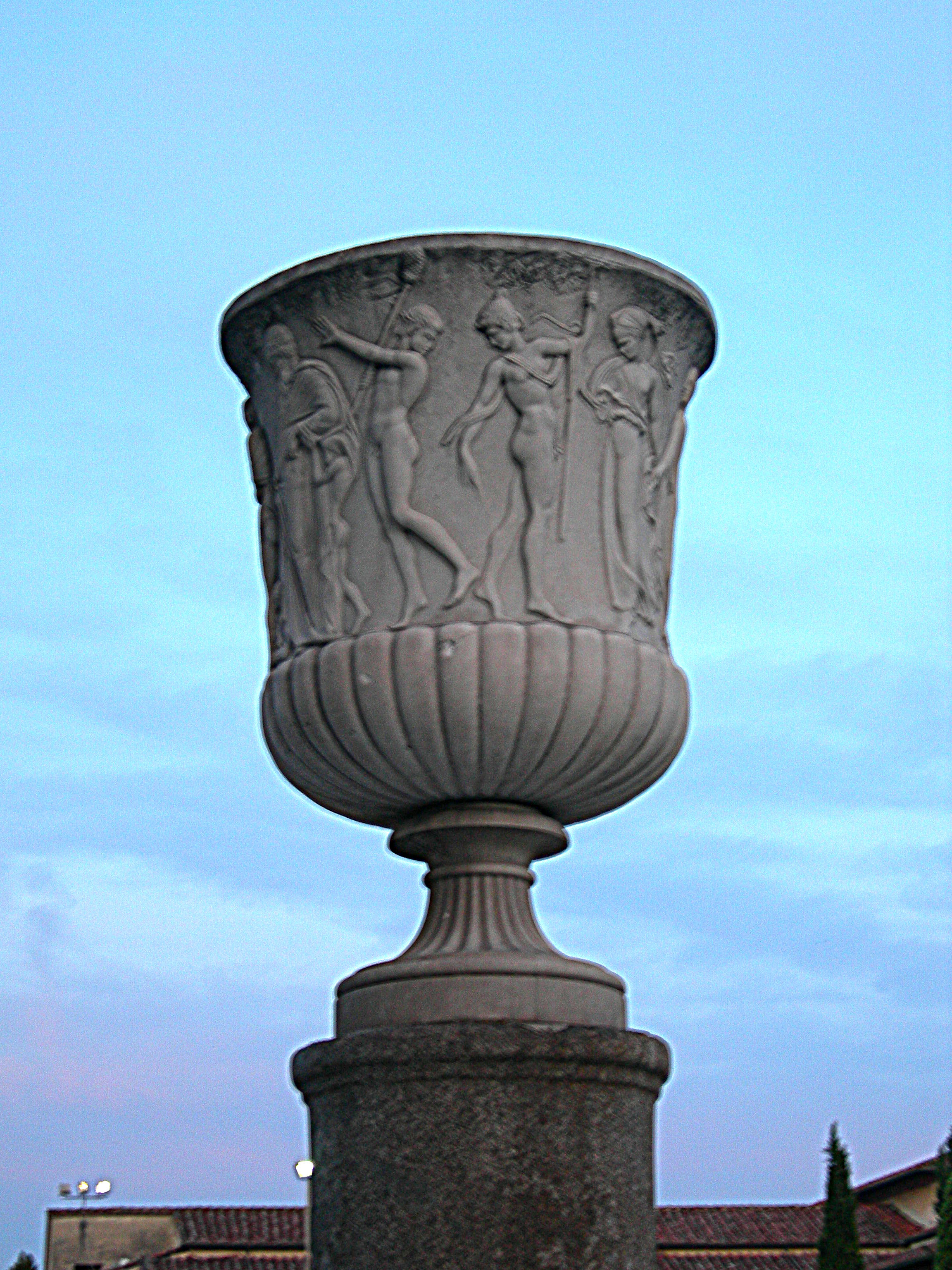
Vaso "del talento"
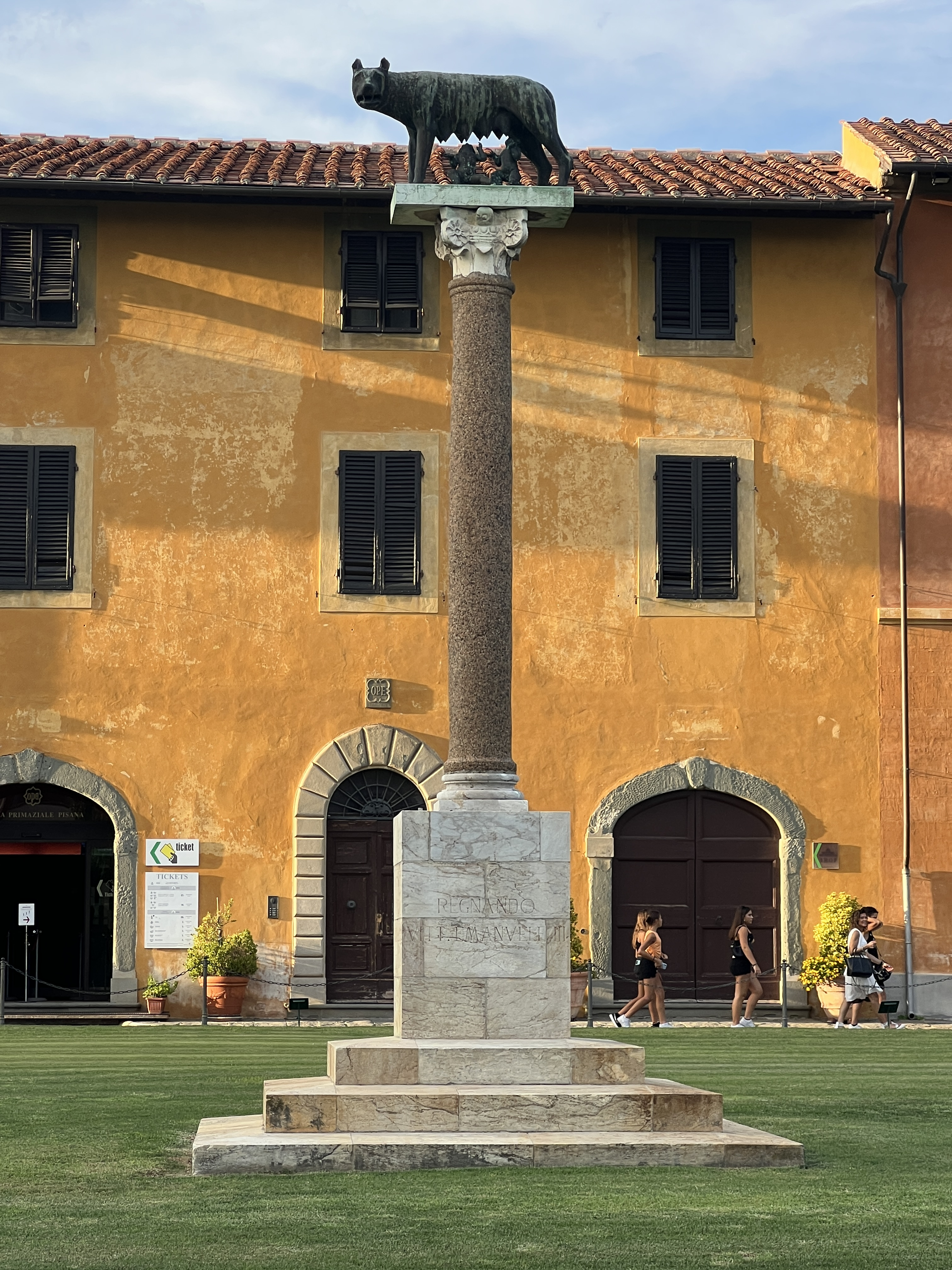
Lupa capitolina

## Collegamenti
La Piazza del Duomo dista poche centinaia di metri dalla stazione ferroviaria di Pisa San Rossore. È facilmente raggiungibile anche dalla stazione di Pisa Centrale attraverso la linea di autobus 1+ di Autolinee Toscane.